# Gustavia augusta
Espèce
Classification phylogénétique
Statut de conservation UICN

 LC  : Préoccupation mineure
Synonymes
Selon Tropicos (20 décembre 2024)
- Grias aubletiana Miers
- Grias hexapetala Hook. ex Urb.
- Grias mexiana R. Knuth
- Grias tetrapetala (Aubl.) Nied.
- Gustavia angusta J.F. Gmel.
- Gustavia antillana Miers
- Gustavia augusta var. brasiliensis O. Berg
- Gustavia augusta var. calycaris O. Berg
- Gustavia augusta var. guianensis O. Berg
- Gustavia augusta var. verrucosa Mart. ex O. Berg
- Gustavia calycaris (O. Berg) Miers
- Gustavia insignis Hook.
- Gustavia insignis Willd. ex O. Berg
- Gustavia laciniosa Miers
- Gustavia marcgraaviana Miers
- Gustavia meizocarpa Gaertn.
- Gustavia membrillo Appun
- Gustavia mexiana R. Knuth
- Gustavia poeppigiana var. rigida O. Berg
- Gustavia tetrapetala (Aubl.) DC.
- Gustavia theophrasta Linden
- Gustavia urceolata Poit.
- Japarandiba antillana (Miers) Nied.
- Japarandiba augusta (L.) Kuntze
- Japarandiba marcgraaviana Miers
- Japarandiba marcgraaviana (Miers) Nied.
- Pirigara tetrapetala Aubl.

Selon GBIF (20 décembre 2024)
- Grias aubletiana Miers
- Grias hexapetala Hook.
- Grias hexapetala Hook. ex Urb.
- Grias mexiana R.Knuth
- Grias tetrapetala (Aubl.) Nied.
- Gustavia angusta J.F.Gmel.
- Gustavia antillana Miers
- Gustavia augusta var. brasiliensis O.Berg
- Gustavia augusta var. calycaris O.Berg
- Gustavia augusta var. guianensis O.Berg
- Gustavia augusta var. verrucosa Mart.
- Gustavia augusta var. verrucosa Mart. ex O.Berg
- Gustavia brasiliensis É.Morren
- Gustavia calycaris (O.Berg) Miers
- Gustavia insignis Linden
- Gustavia insignis Linden ex Hook.
- Gustavia laciniosa Miers
- Gustavia marcgraaviana Miers
- Gustavia meizocarpa Gaertn.
- Gustavia membrillo Appun
- Gustavia mexiana R.Knuth
- Gustavia poeppigiana var. rigida O.Berg
- Gustavia tetrapetala (Aubl.) DC.
- Gustavia tetrapetala (Aubl.) Stokes
- Gustavia theophrasta Linden
- Gustavia urceolata Poit.
- Japarandiba antillana (Miers) Nied.
- Japarandiba augusta (L.) Kuntze
- Japarandiba marcgraaviana (Miers) Nied.
- Japarandiba marcgraaviana Miers
- Pirigara tetrapetala Aubl.

Gustavia augusta est une espèce d'arbres tropicaux de la famille des Lecythidaceae. Il s'agit de l'espèce type du genre Gustavia.

## Dénominations
Il est connu en Guyane sous les noms de bwa-pyan, jinipa-montangn (créole), alepawana (Kali'na), man tapuupa (Nenge tongo), wakukwa-adava (Palikur), jeniparana, mucurão (Portugais), ta pakadja'i (Teko), pisusukimë (Wayana), a'ɨwalɨpɨ (Wayãpi),  camaca, cona-da-cona-dou, et au Suriname comme arepawana, lanaballi, omi-taroeipa, watramamabobbi, Chopé au Pérou, jandiparana, general, mucurão, jeniparana ou pau-fedorento au Brésil ou encore Stinkappel, laaglandtapuripa en néerlandais, Heaven Lotus ou stink wood en anglais, ou choco, chopé amarillo, guatero, guatoso, membrillo, muerto, paco, pacora, pancho amargo, rosa de muerto, sachamango en Espagnol.

## Étymologie
En nommant cette espèce Gustavia augusta dans son ouvrage Plantae Surinamenses en 1775, Linné rend hommage à son suzerain, le roi de Suède de l'époque Gustave III, arrivé sur le trône en 1771.

## Description
Gustavia augusta est un petit arbres de sous-bois, souvent très ramifiés, parfois ayant la forme d'un arbustes, atteignant jusqu'à 22 m de haut.
Les rameaux sont larges de 3-9 mm de diam. 
Le limbe des feuilles est de forme étroitement obovale à oblancéolé, mesurant 16-48 x 4-13 cm, glabres, chartacés, avec 14-22 paires de nervures secondaires, à apex acuminé à longuement acuminé, à base aiguë à cunéiforme, à marges entières à serrulées ou rarement dentelées, la dentelure étant particulièrement prononcée dans la moitié supérieure du limbe. Le pétiole est absent jusqu'à 40 m de long. 
Les inflorescences sont généralement terminales, moins fréquemment axillaires ou caulinaires, racémisées, pubérisées à pubescentes, avec 1-8 fleurs, le rachis long de 4-60 mm. Les pédicelles sont longs de 15-75 mm, sous-tendus par une bractée caduque ovale à lancéolée mesurant 2-7 x 3-4 mm, et avec 2 bracteoles ovales à largement ovales ou lancéolées mesurant 2-8 x 2,5-7 mm, insérés diversement le long de la longueur. 
Les fleurs mesurent de 9 à 20 cm de diamètre.
Le calice est généralement ondulé, haut de 1 à 2,5 mm, ou moins fréquemment de 4 lobes peu profonds, largement arrondis ou triangulaires, avec des lobes mesurant 2-5 x 8-14 mm.
Les (6-)8(-9) pétales sont oblongs, obovales, ou oblancéolés, mesurant 25-95 x 15-50 mm, de couleur rouille à gris pubescent dans le bourgeon, pubérulent à l'anthèse, blanc à l'intérieur et à l'extérieur, avec des teintes de rose à l'extérieur, surtout vers l'apex.
La base de l'androcée est connée, haute de 8-19 mm, avec de filets externes longs de 10-24 mm, blancs à la base, souvent roses vers l'apex, les anthères jaunes, longues de 2-4 mm.
L'ovaire est généralement sans costae, pubérulent ou pubescent, à 4-7 loges, à sommet blanc-pubescent à blanc-tomenteux, le style conique, long de 1-3 mm. 
Les fruits sont globuleux, tronqués à l'apex, sans costae, mesurant 30-70 x 30-80 mm, sans lobes de calice persistants. 
Les graines sont arrondies en section transversale, noires à maturité, mesurant 15-22 x 10-14 mm, avec funicule jaune distinctif, contourné, mesurant 14-35 x 4-12 mm.
Le bois est jaunâtre, à grain fin, assez maillé, mi-lourd à lourd.

## Répartition
Gustavia augusta est une espèce très commune dans toutes les Guyanes et l'Amazonie jusqu'au nord des forêts côtières atlantiques du Brésil.

## Écologie
On la trouve dans les forêts fluviales sur sols ± hydromorphes, et aussi occasionnellement dans les forêts non inondées et les milieux ouverts à anthropisés.
La structure de ses populations a été étudiée, de même que la porphologie de ses plantules.
Les fleurs parfumées s'ouvrent la nuit.
Les fruits sont très consommés par les rongeurs.
Il s'agit d'une plante hôte pour le papillon Entheus priassus (en).

## Utilisations
Gustavia augusta est employé dans les constructions traditionnelles (poutres, traverses), pour l'artisanat (baguettes de tamis). Le liber est utilisé comme liens. L'écorce est réputée anti-émétique pour les enfants chez les créoles. Les fruits, l'écorce et les jeunes feuilles auraient une action antileishmanienne, et contre l'étourderie chez les Palikur de Guyane.
Il serait aussi antileishmanien et cicatrisant chez les ka’apór (ou urubú ka’apór) (en).
Il est utilisé au Brésil dans les aménagements paysagers pour ses fleurs parfumées.

### Chimie
L'extrait de l'écorce a été analysé et contient du (22E)-stigmasta-7,22-dien-3beta-ol, 24alpha(S)-ethyl-5alpha-colesta-7,trans-22-dien-3-one, D-friedoolean-14-en-3beta-ol, D-friedoolean-14-en-3-one et D-friedoolean-14-en-3alpha-ol mais aussi du stigmastérol, de l'alpha-amyrine, de la beta-amyrine, du lupéol, 3alpha-hidroxi-lupeol et de l'acide bétulinique, ainsi que des composés phénoliques antioxydants.
l'activité antioxydante de l'extrait de la pulpe de ses fruits a été étudiée,.

## Histoire naturelle
En 1775, le botaniste Aublet propose la diagnose suivante pour Gustavia augusta sous le nom de Pirigara tetrapetala : 
« 1. PIRIGARA (tetrapetala) foliis ovato-oblongis, acuminatis, per limbum dentatis, magno fructu. (Tabula 192.) 

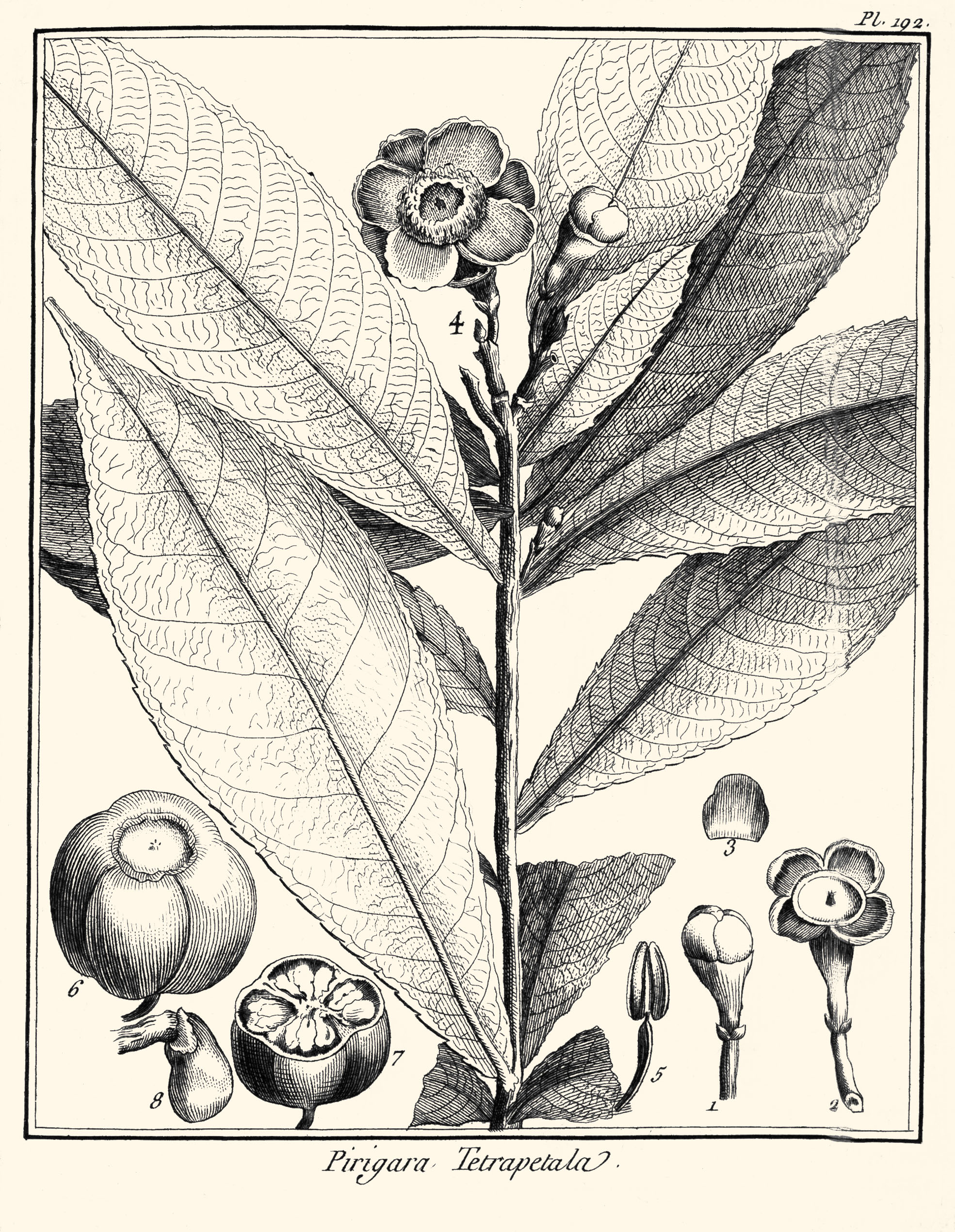
Gustavia augusta par Aublet (1775) Explication de la Planche cent quatre vingt-douzième : 1. Bouton de fleur ſoutenu par deux écailles. 2. Calice épanoui. Stigmate. 3. Lobe du calice. 4. Corolle épanouie. 5. Étamine. 6. Capſule. 7. Capſule coupée en travers. 8. Amande.

Japarandiba. Bras. Jeniparanduba. Marcg. cap. 9. pag. 1 09. 
Janiparandiba. Pis. Hiſt. cap. 11. pag. 121. 

Frutex caulem ramoſum, lignoſum, viginti-pedalem, è radiée emittens. Folia infenora verticillata, ſuperiora alterna, ampla, ovato-oblonga, acuta, denticulata, glabra, ſeſſilia. Flores ampli, candidi, lilii odorem exhalantes, terminales, rariùs axillares, corymboſi, ſex nut ſeptem alternatim diſpoſici, brevi pedunculo ſuffulti. Bacca cortice exſucco, coriacco, apice umbilicaco. 
Lignum odorem foetidiſſimum ſpargit, tùm viride, tùm ſiccum. 
Florebat, fructumque ferebat Septembri. 
Habitat in ſylvis caïennæ, & Guianæ præſertim ſuprà montem Courou. 

Nomen Caribæum PIRIGAMEPE aut CARIPA ; BOIS PUANT à nov-accolis. »

« LE PIRIGARE à gros fruit.. (PLANCHE 192.).
Le Janiparandiba de Piſon eſt un petit arbre dont le tronc s'élève d'environ vingt pieds, ſur trois ou quatre pouces de diamètre. Il eſt garni des le bas de feuilles, qui ſont rangées dans ſon contour ; quelquefois ſix à ſix, enſuite alternes, & vers le haut elles ſont rapprochées. Son écorce eſt griſâtre. Son bois eſt blanc, ſouple & pliant. Les feuilles, qui terminent le tronc, ſont les plus grandes ; elles ont un pied & plus de longueur, ſur quatre pouces de largeur. Elles ſont ſeſſiles, vertes, liſſes, ovales, dentelées à leur bord, & terminées par une longue pointe. Leur nervure, qui les partage dans toute leur longueur, eſt ſaillante, de même que les latérales qui en partent. 
Les fleurs épanouies ont quatre pouces de diamètre, & répandent une odeur approchante de celle du lis ordinaire ; elles naiſſent à l'extrémité de petites branches dont le tronc eſt quelquefois garni. Elles ſont au nombre de cinq ou de ſept, portées alternativement ſur un court pédoncule ligneux. Chaque fleur eſt ſoutenue par deux petites écailles épaiſſes. 
Le calice eſt d'une ſeule pièce, uni avec l'ovaire, & a la forme d'un entonnoir. Il eſt diviſé à ſon ſommet en quatre parties arrondies, concaves, épaiſſes, vertes en deſſus, blanchâtres en deſſous. 
La corolle eſt à quatre pétales attachés par un onglet large, charnu, entre les divisions du calice. Ils ſont blancs, grands, évaſés, ondés à leur bord, concaves, veines de rouge vers leur onglet. 
Les étamines ſont en très grand nombre, rangées au deſſous de l'inſertion des pétales, ſur la paroi interne & ſupérieure du calice. Leur filet eſt charnu, blanc, grêle par le bas, large par le haut quife terminé en pointe, à laquelle eſt attaché une anthère jaune, à deux bourſes ſéparées par un ſillon. 
Le piſtil eſt un ovaire entièrement renfermé dans le calice avec lequel il fait corps. Il n'a point de ſtyle: Il n’a qu'un stigmate à quatre angles. 
L'ovaire devient, conjointement avec le calice, une capsule arrondie à quatre larges côtes couronnées par les débris du calice qui ſubſiſte. Elle eſt ſèche, rouſſâtre, partagée intérieurement en quatre loges, dans chacune deſquelles ſont ſix ou ſept semences de forme irrégulière, attachées par un gros cordon ombilical a un placenta qui eſt au centre de la Capſule. Ce fruit eſt quelquefois du double plus gros que celui qui eſt repréſenté. 
Cet arbre eſt nommé BOIS PUANT par les habitans, à cauſe de l'odeur fœtide qu'il conſerve, même longtemps après qu'il a été coupé, & qui devient plus frappante, lorſquil eſt rapé ou mouillé. Il eſt appellé PIRIGARAMÉPÉ, & auſſi CARIPA par les Galibis.
On l'emploie dans le pays pour faire des cerceaux. 
Cet arbre croît dans l'île de Caïenne. Il vient auſſi dans la terre ferme, ſur-tout ſur la montagne de Courou, ou je l'ai obſervé en fleur & en fruit dans le mois de Septembre. »

— Fusée-Aublet, 1775.

## Galerie

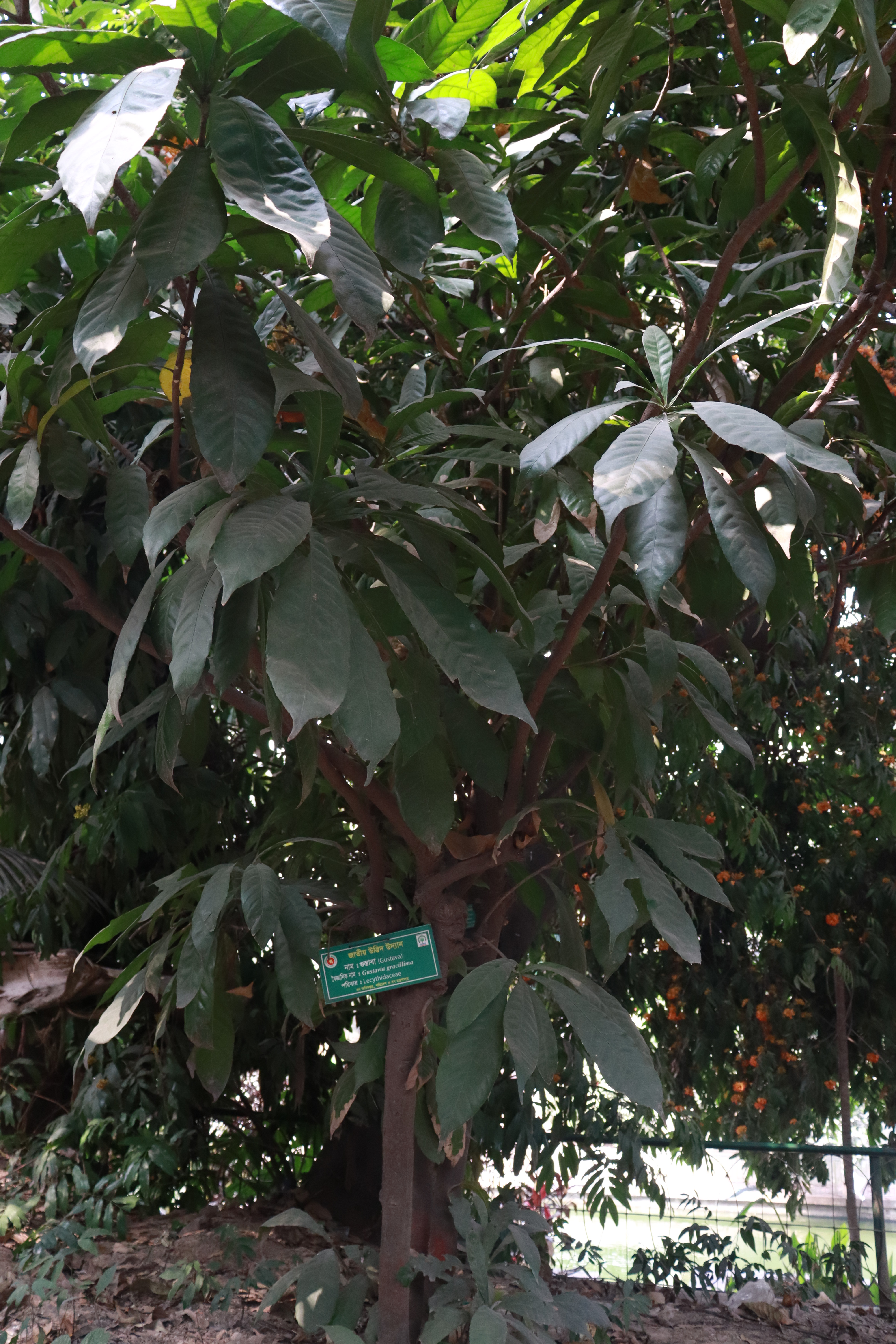
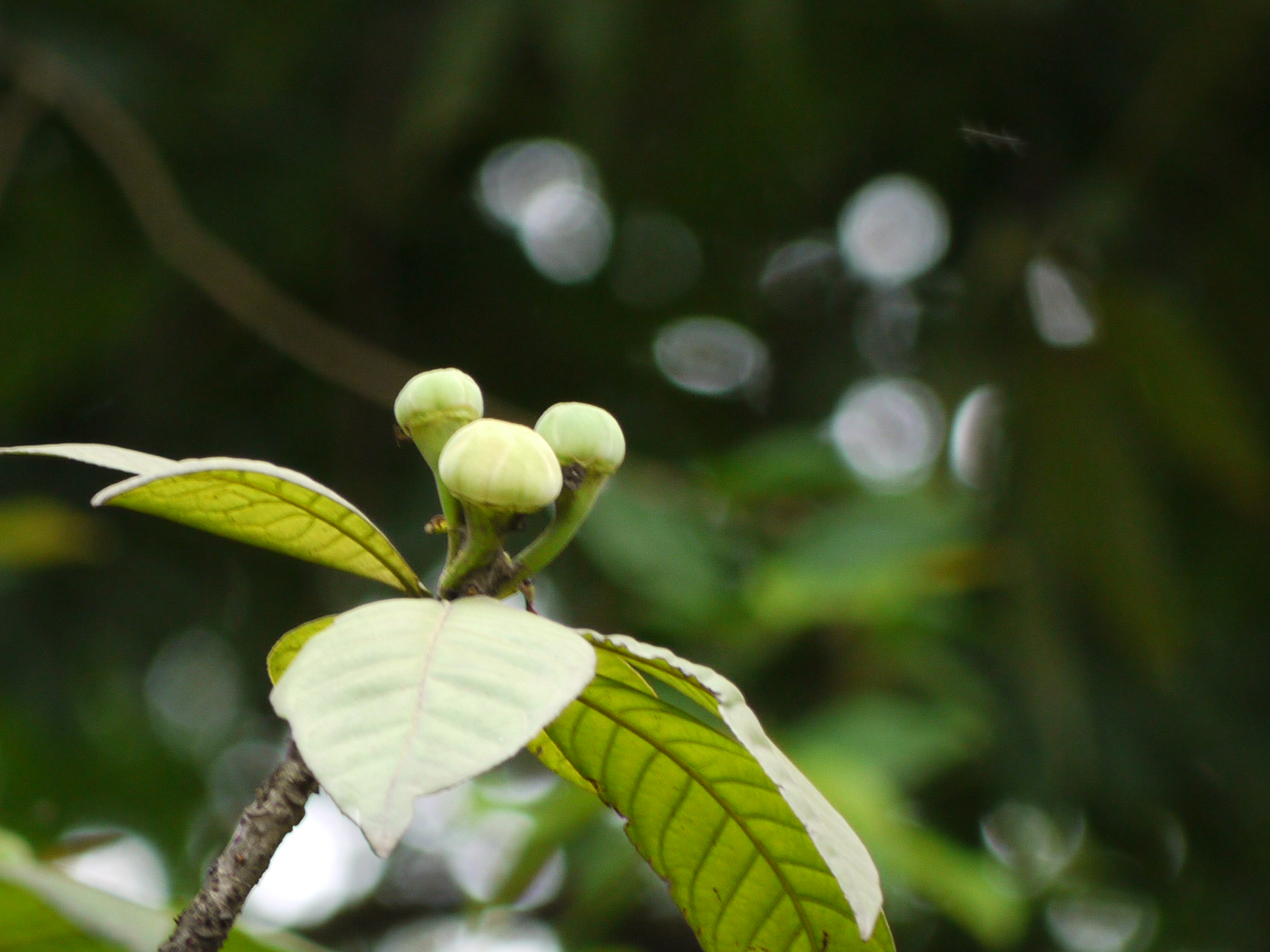
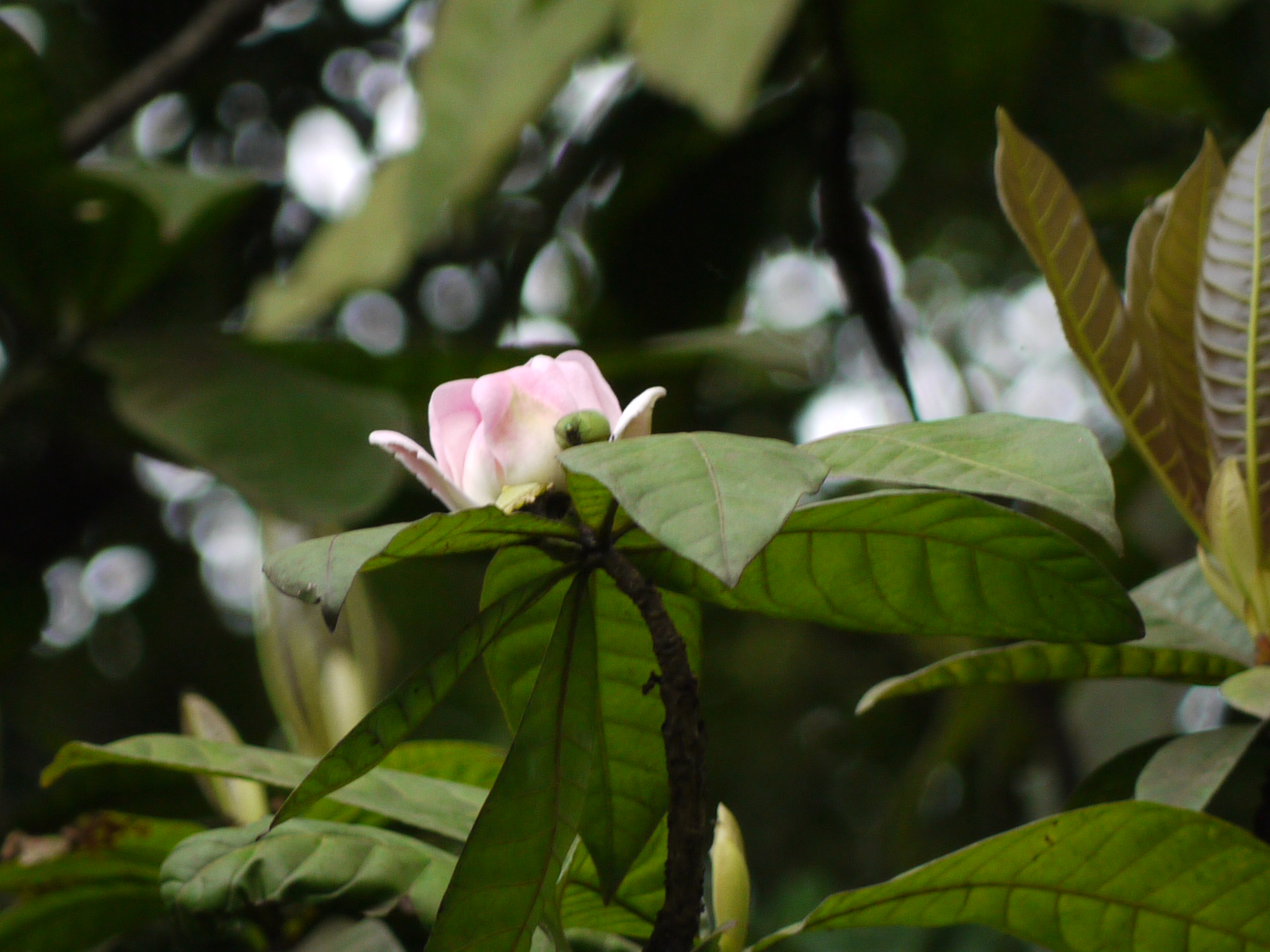
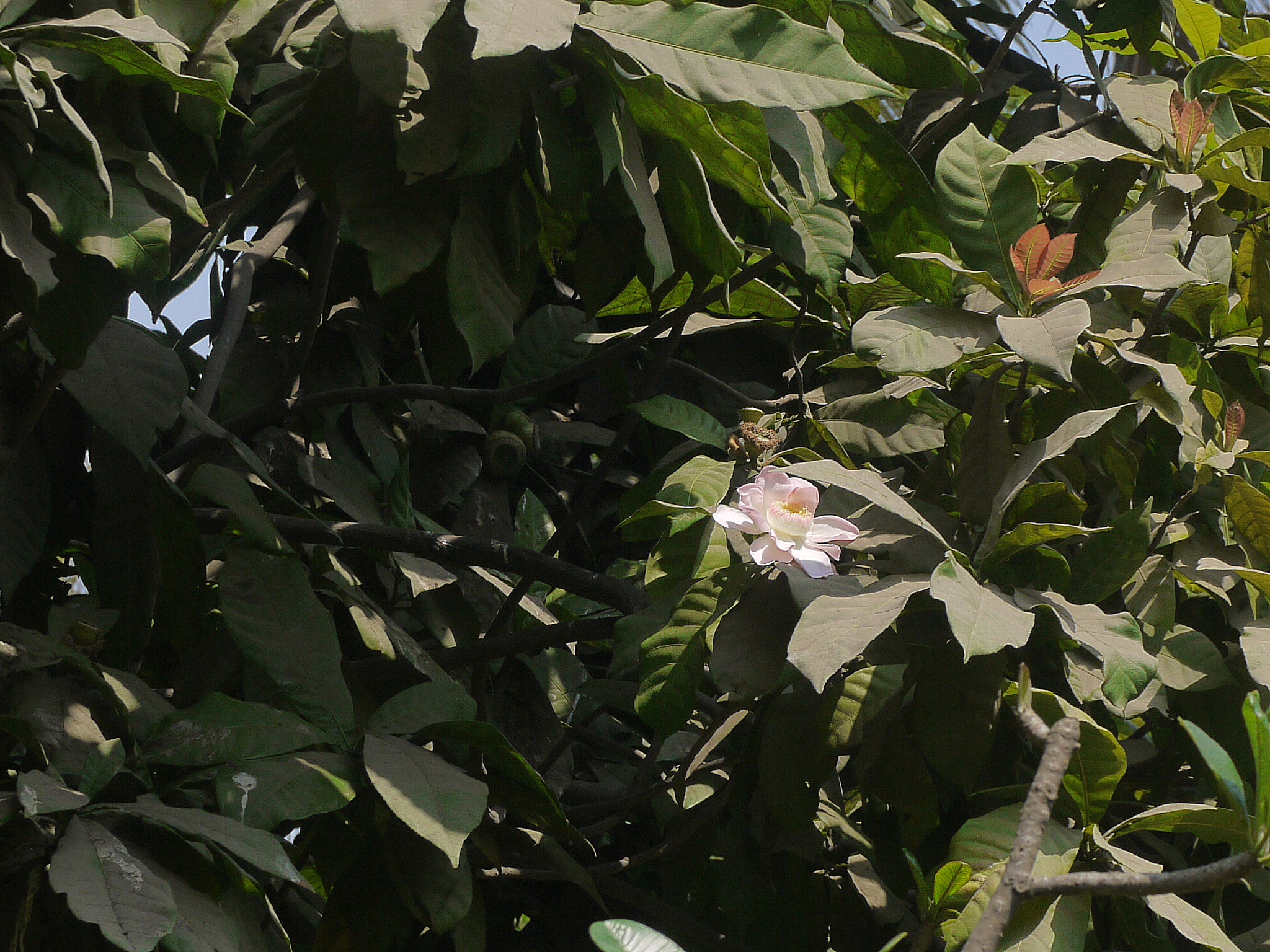
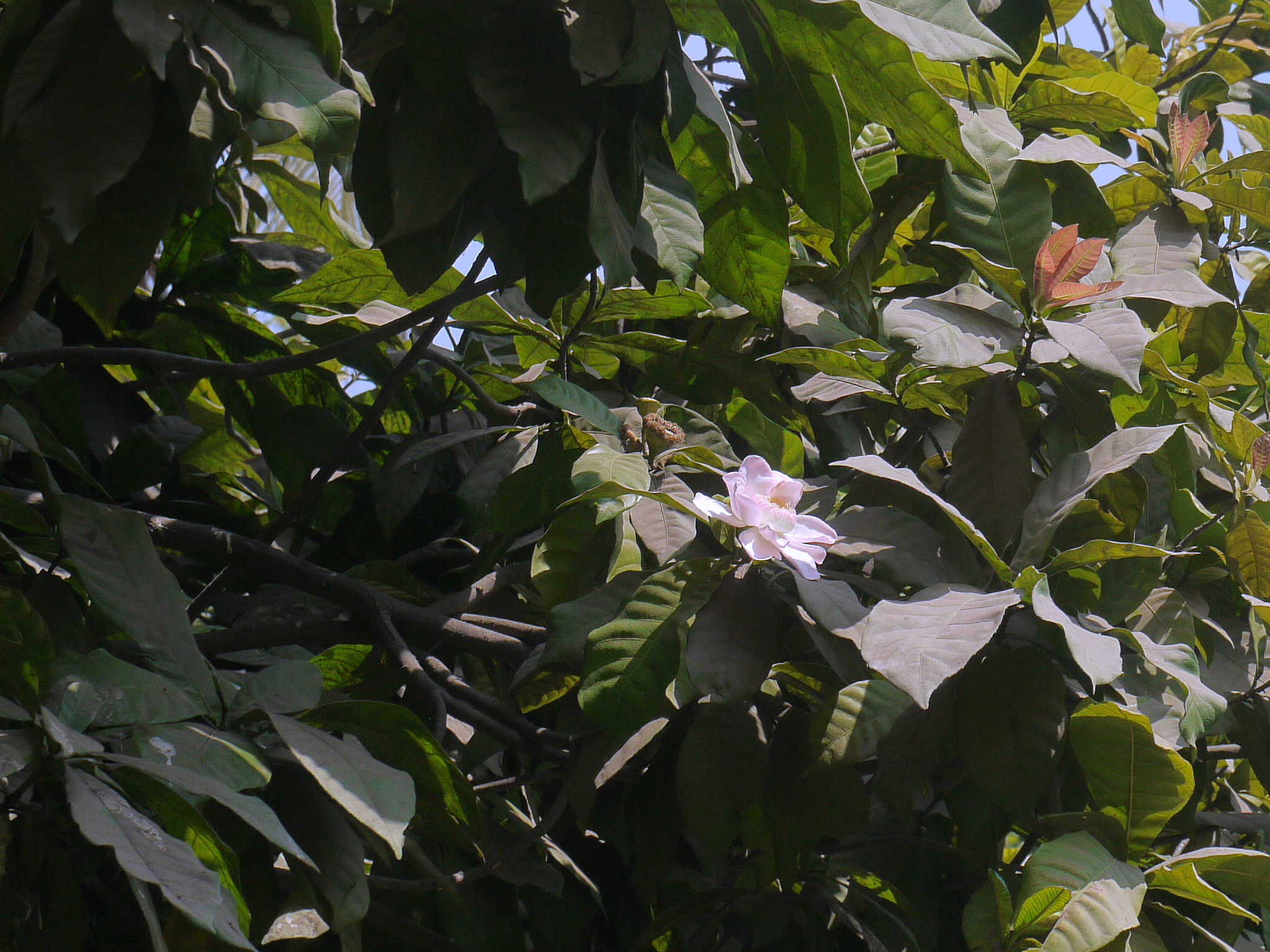
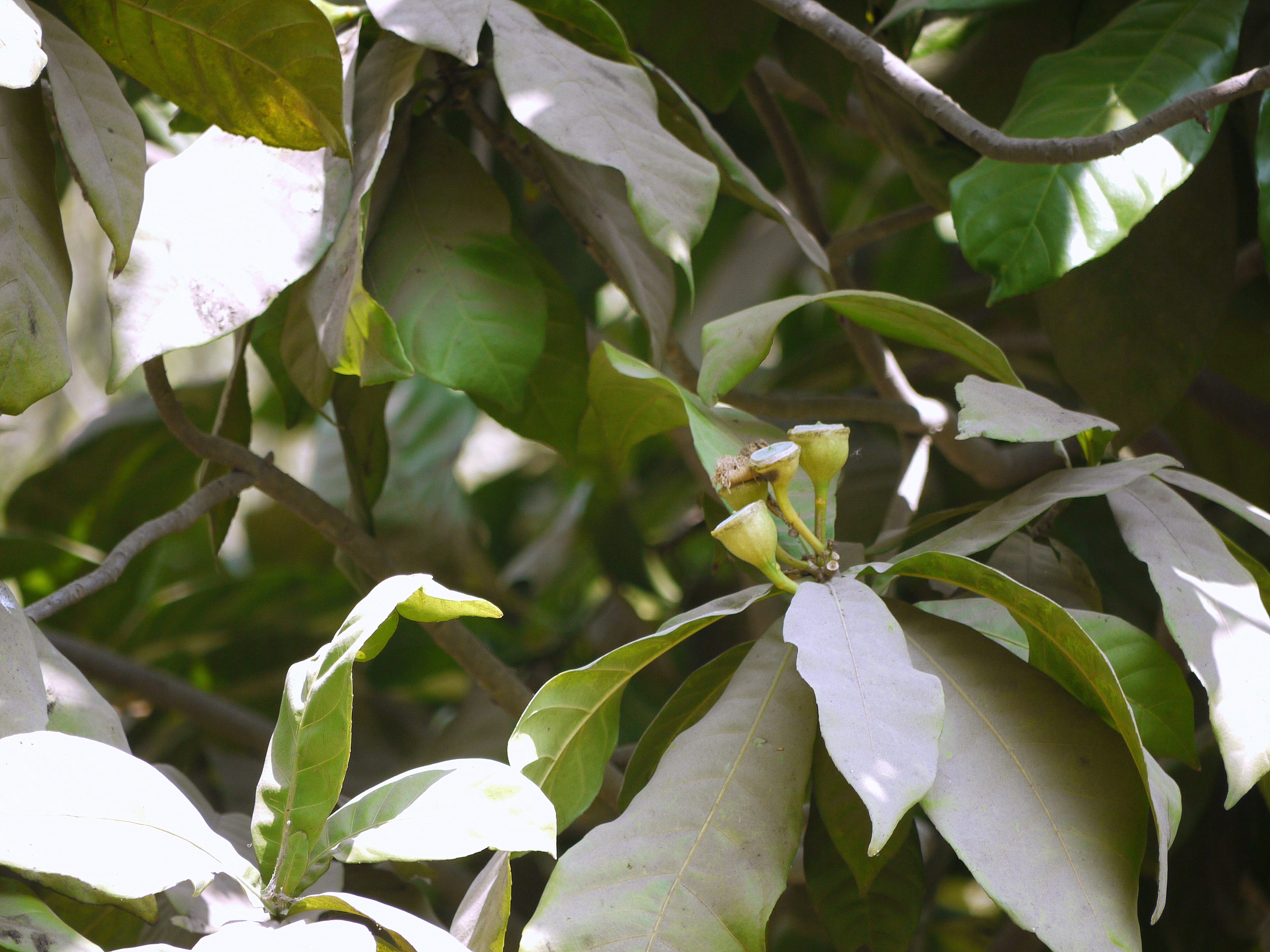
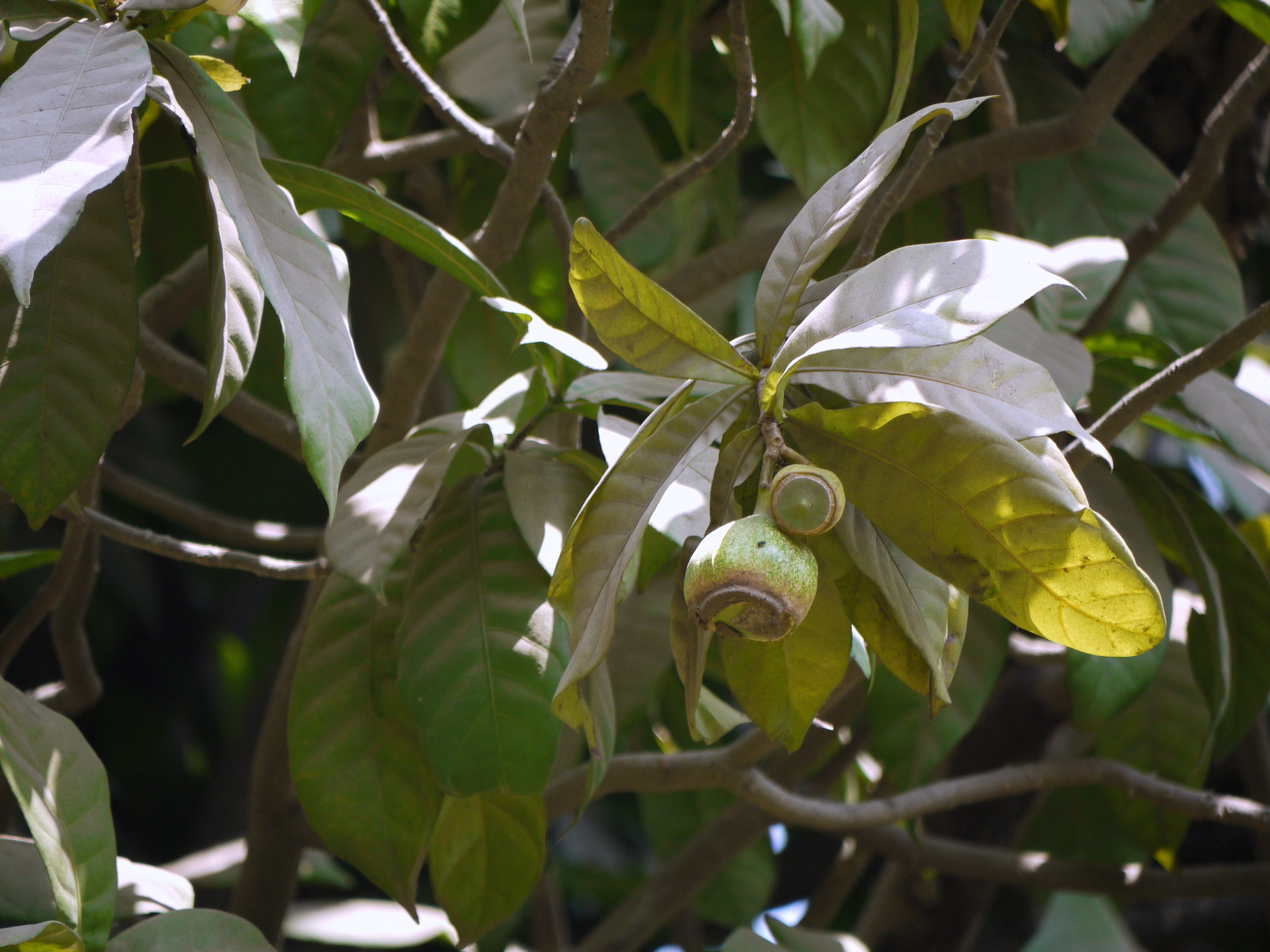
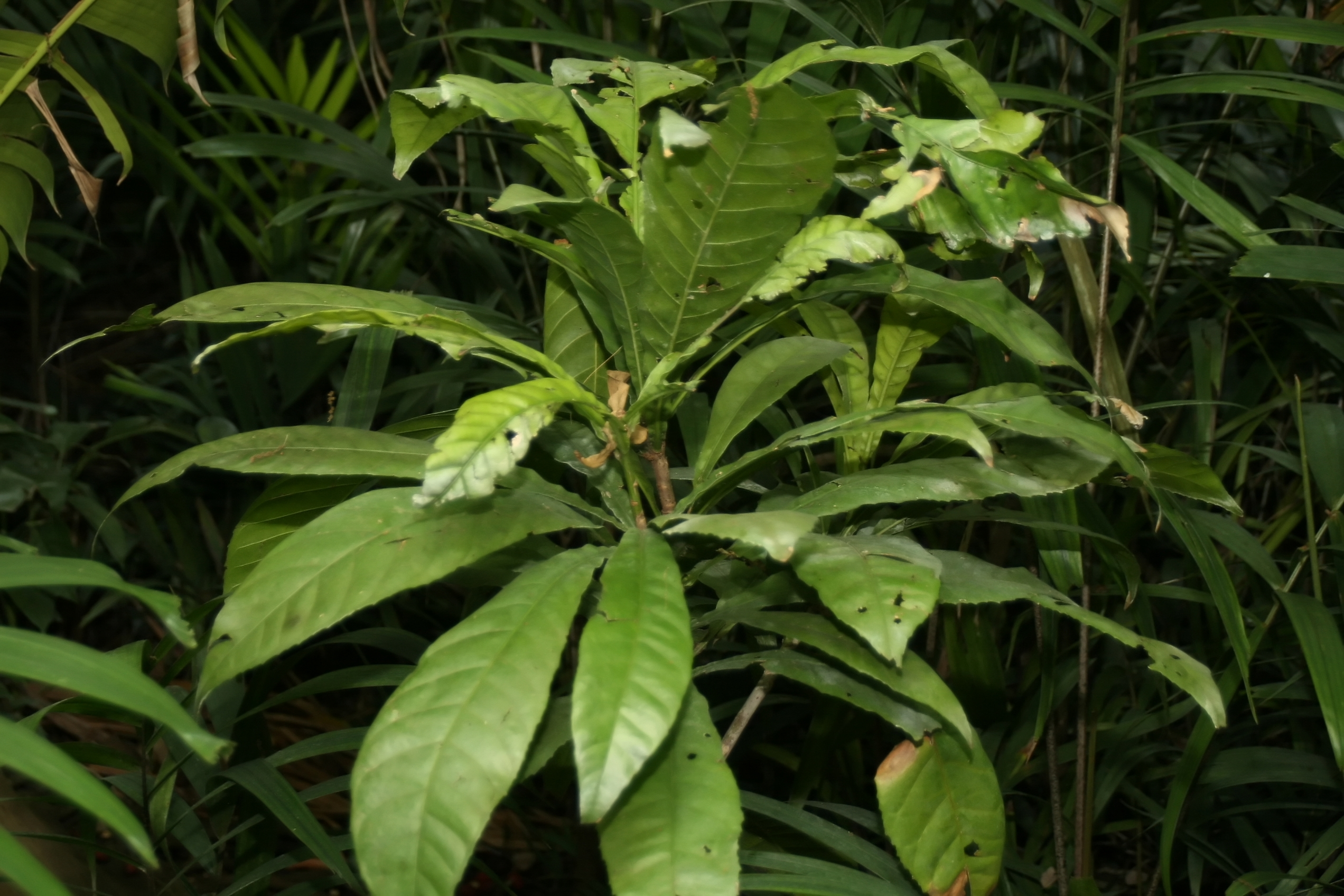
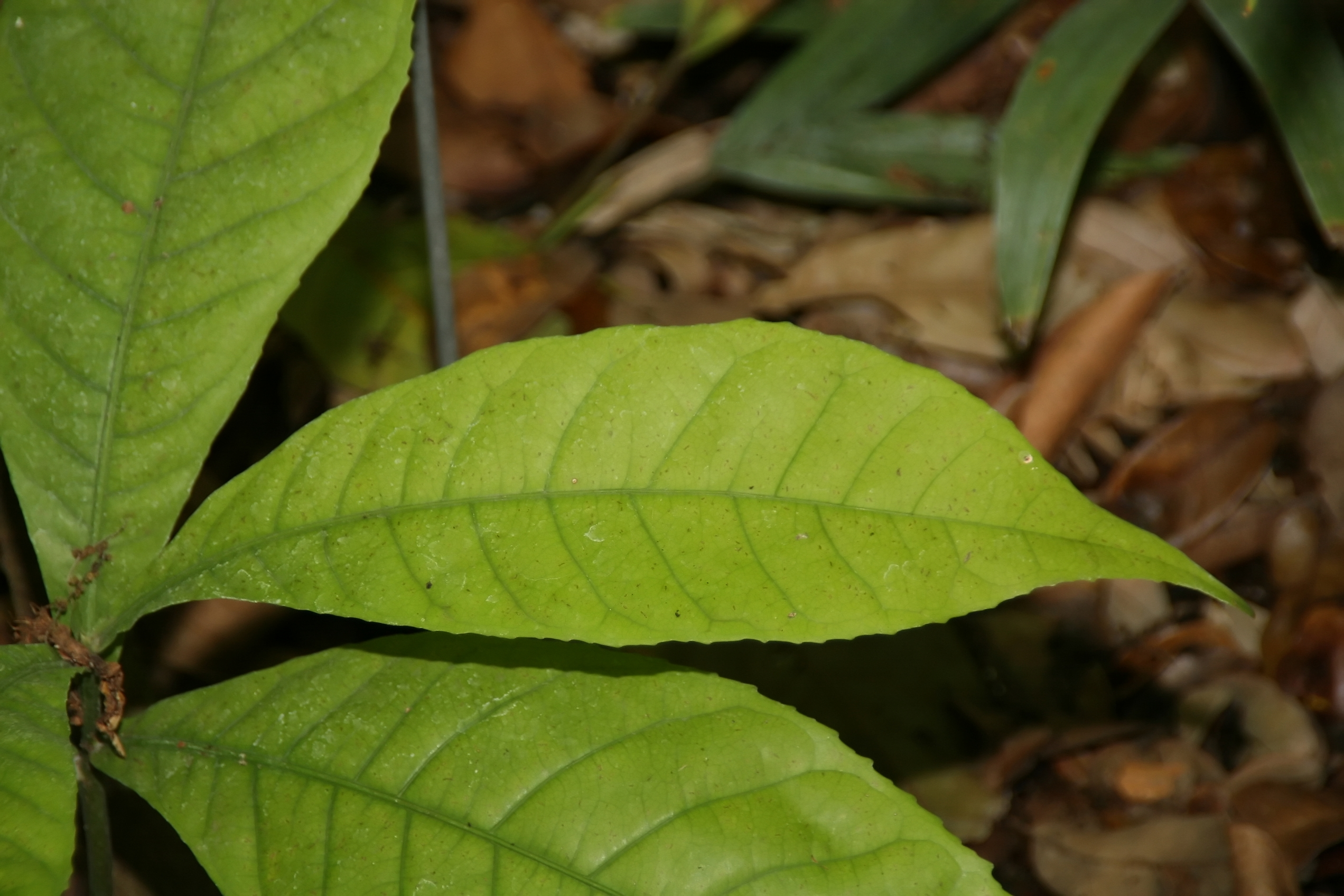
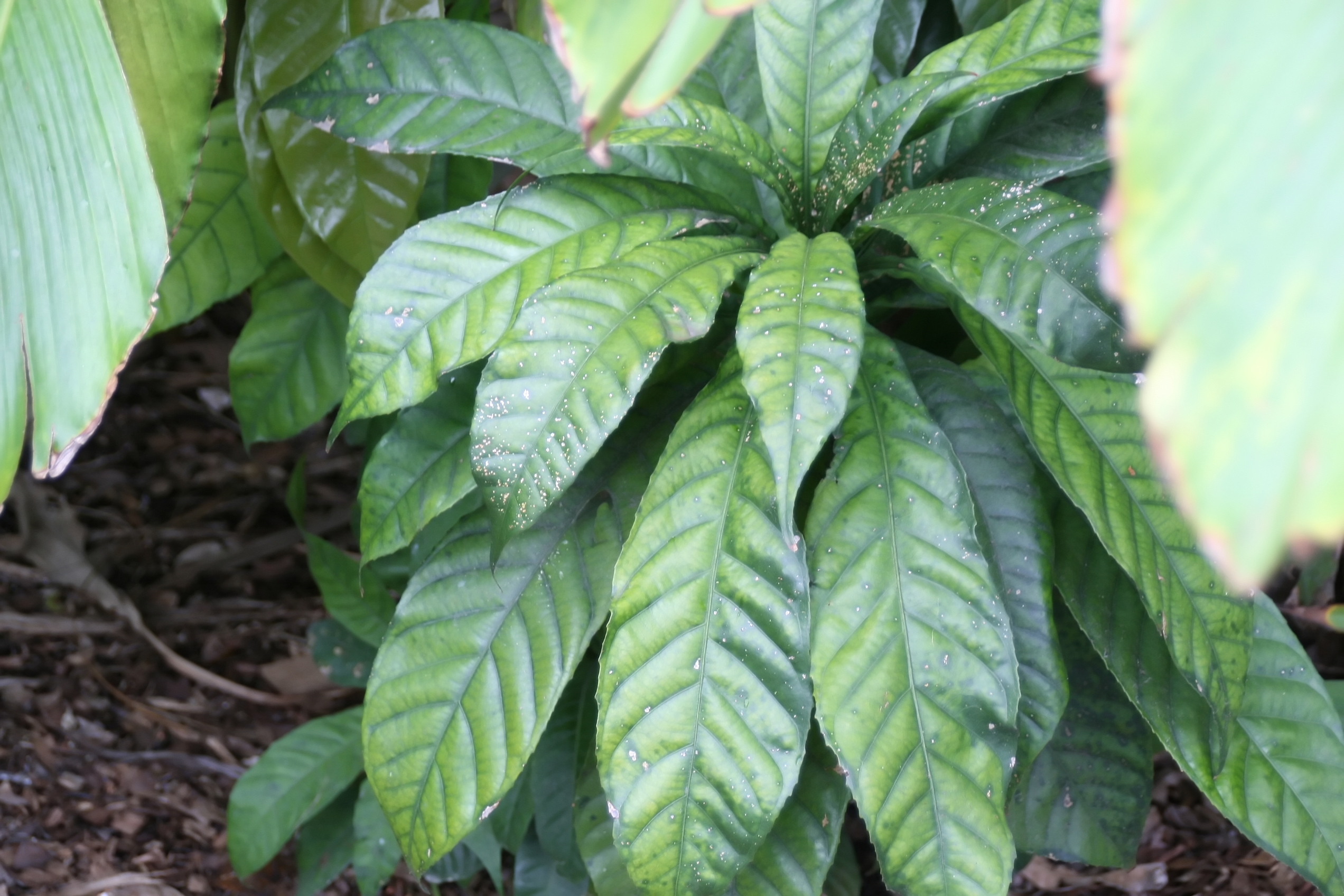
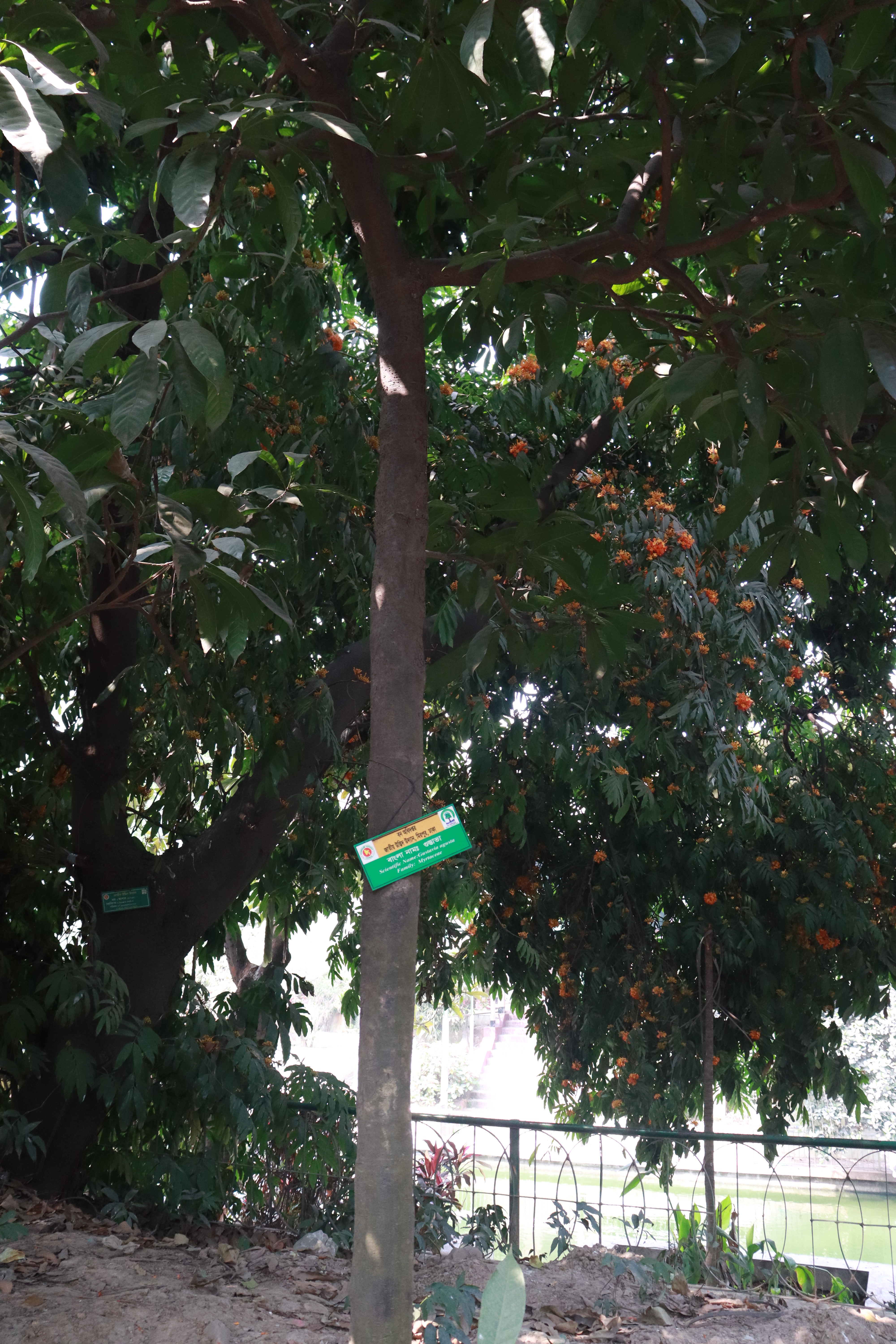
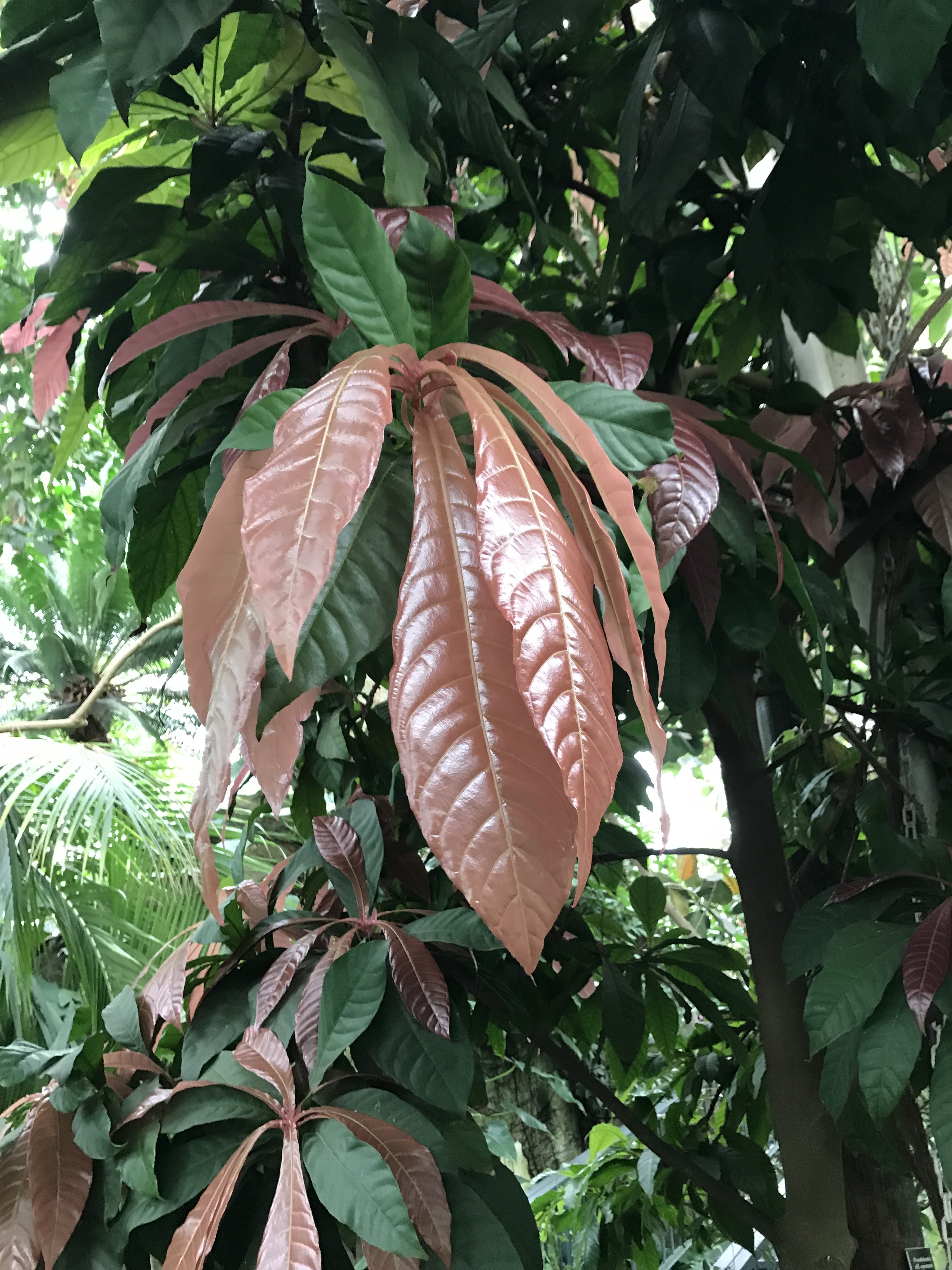
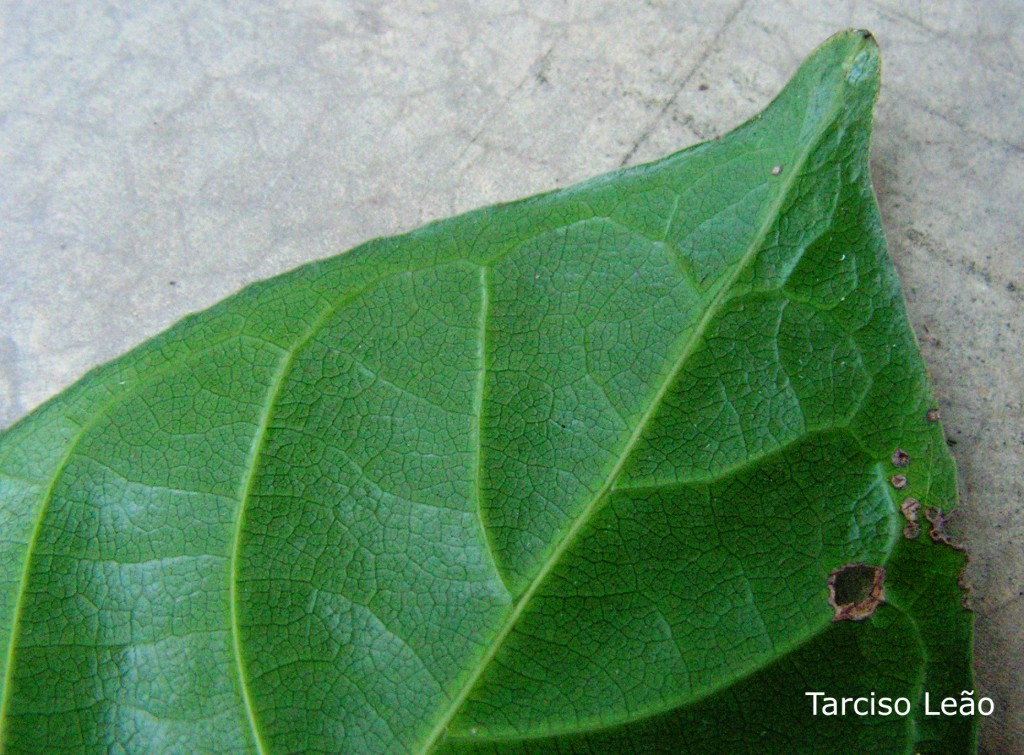
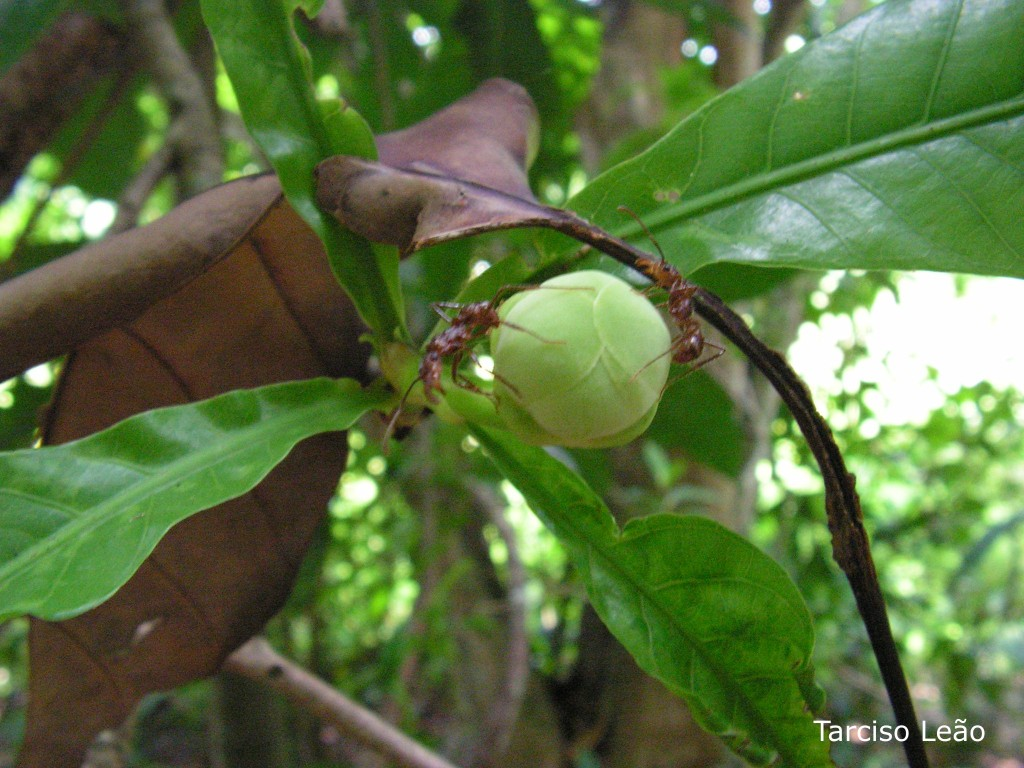
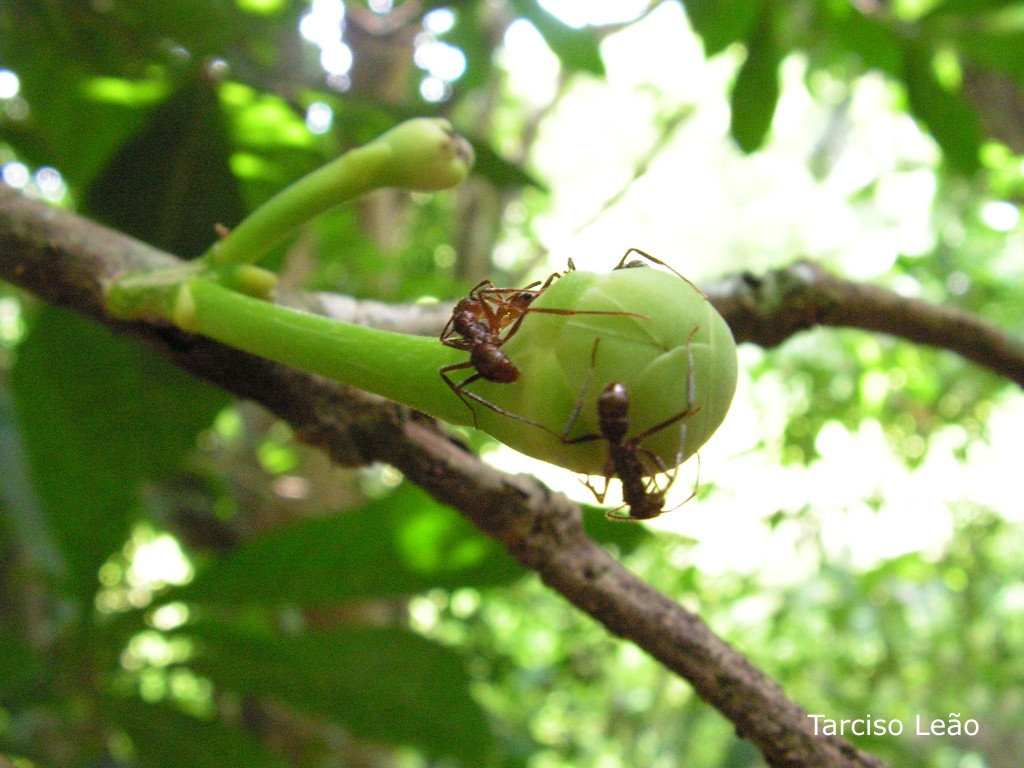
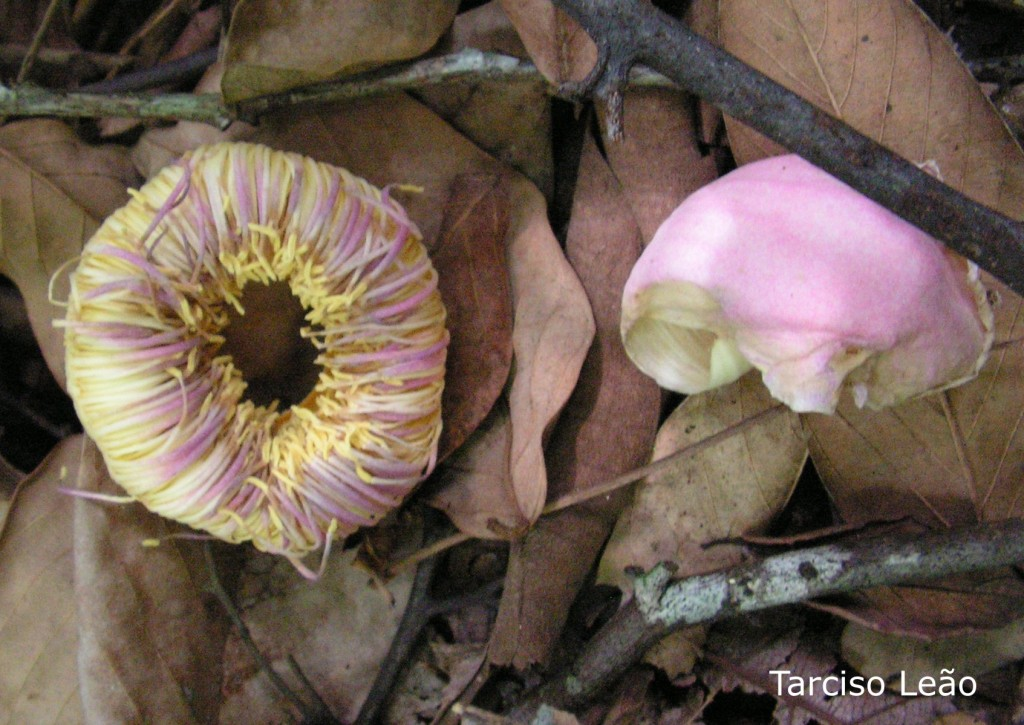
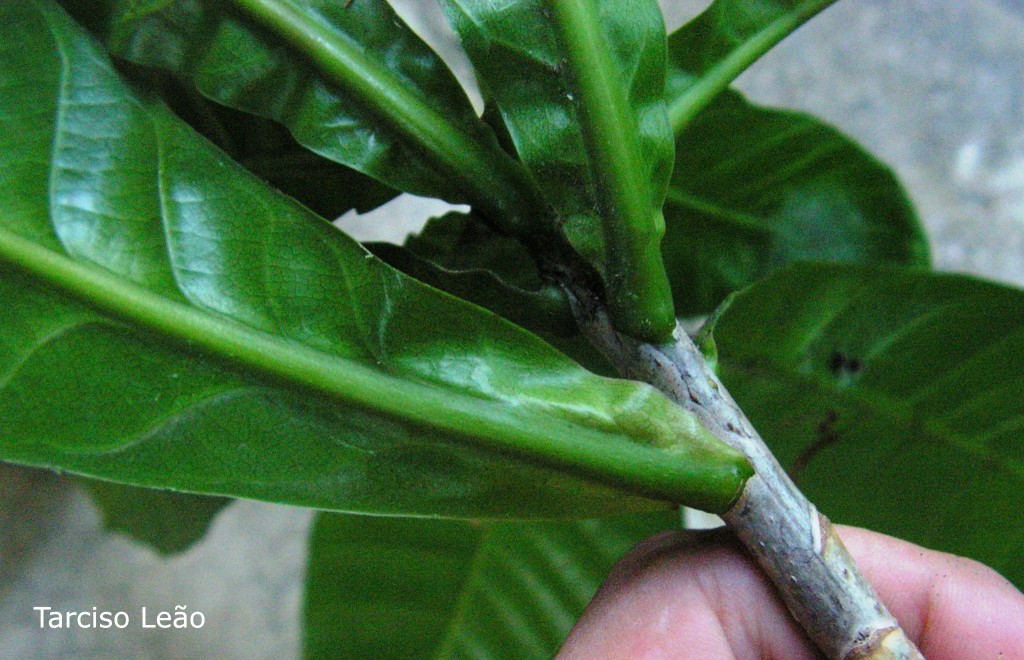
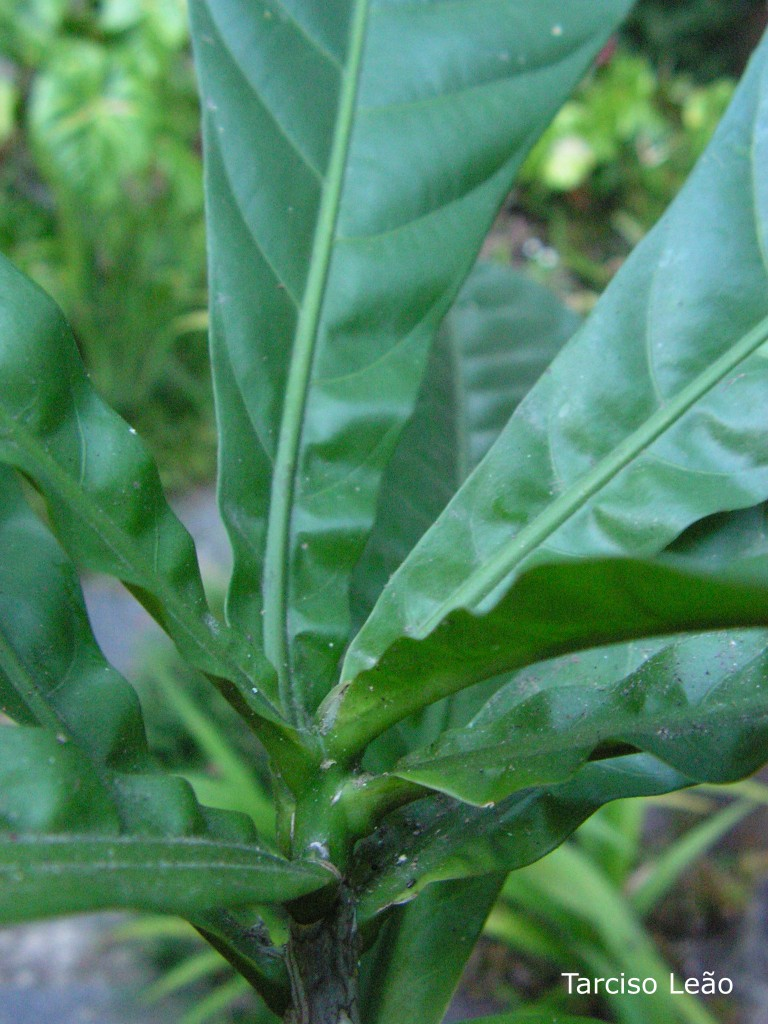
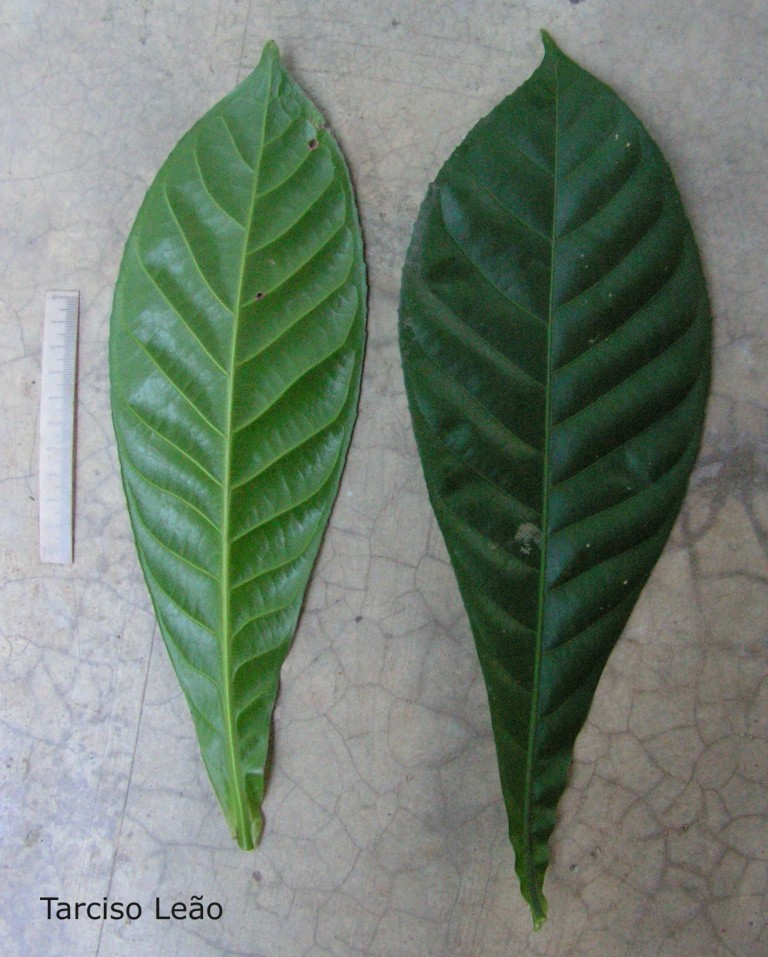
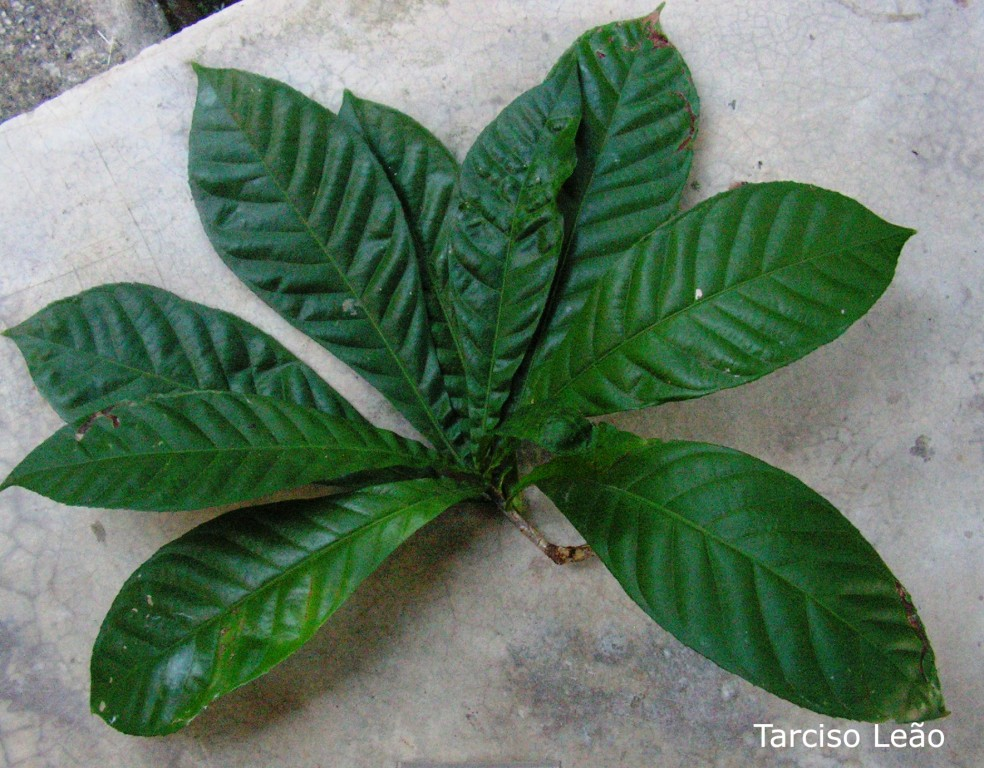
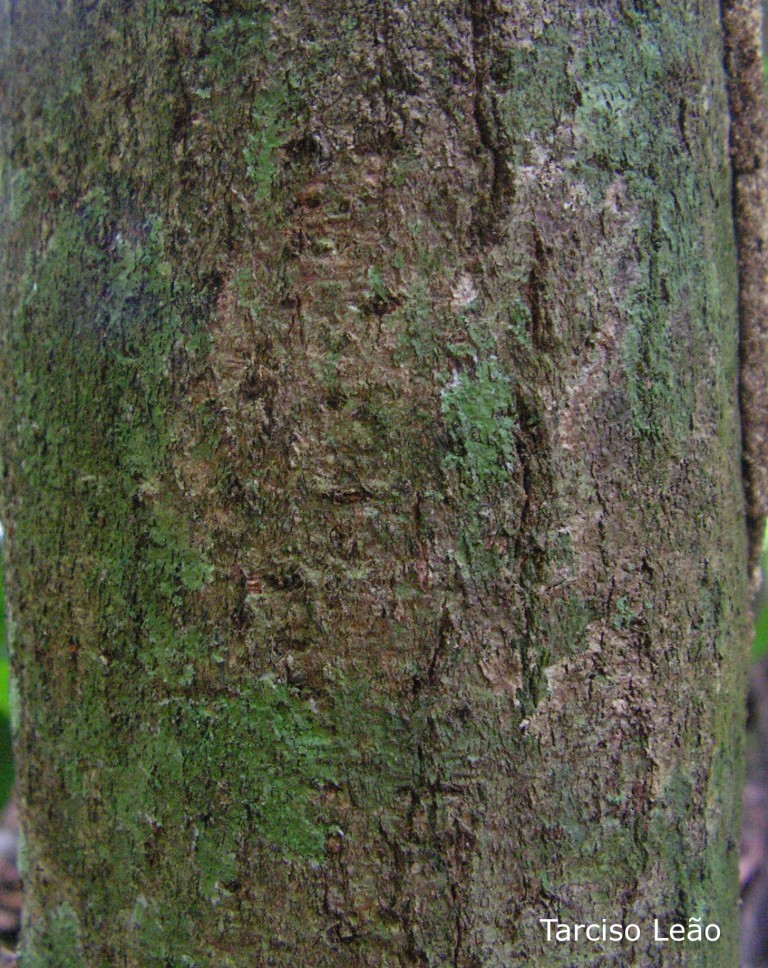
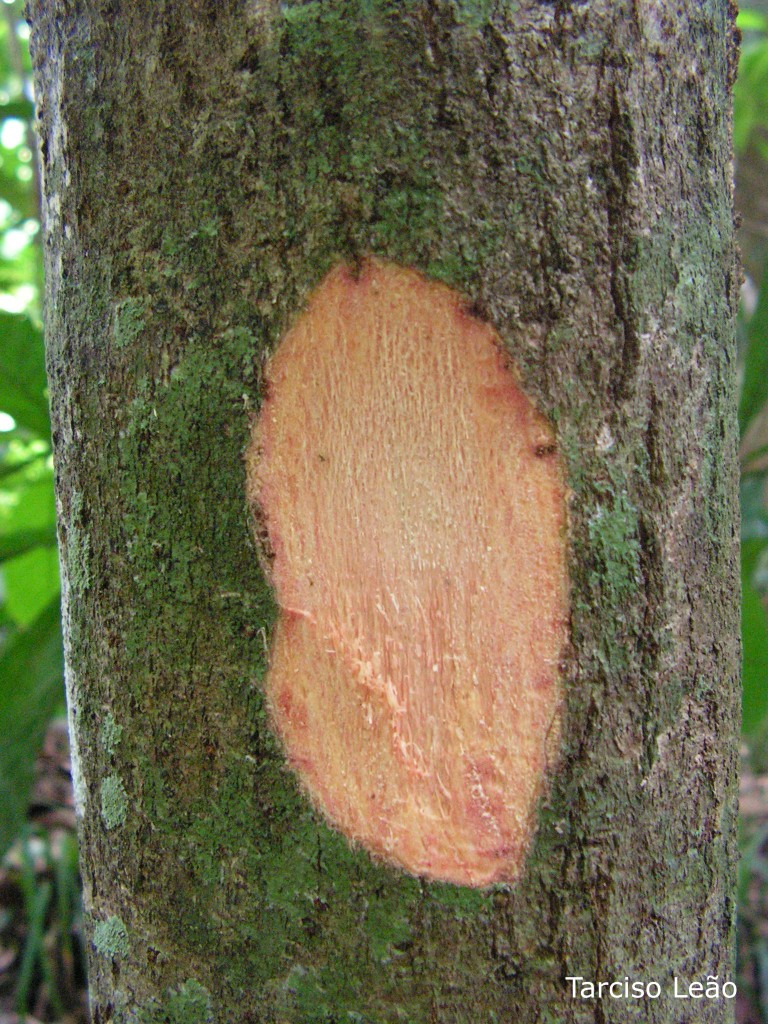
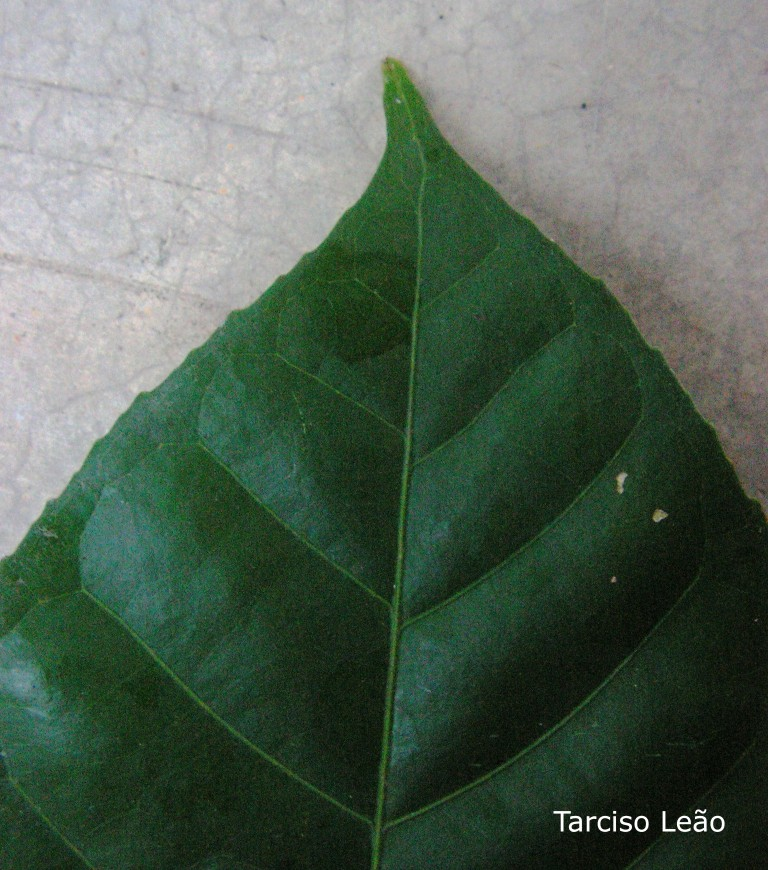
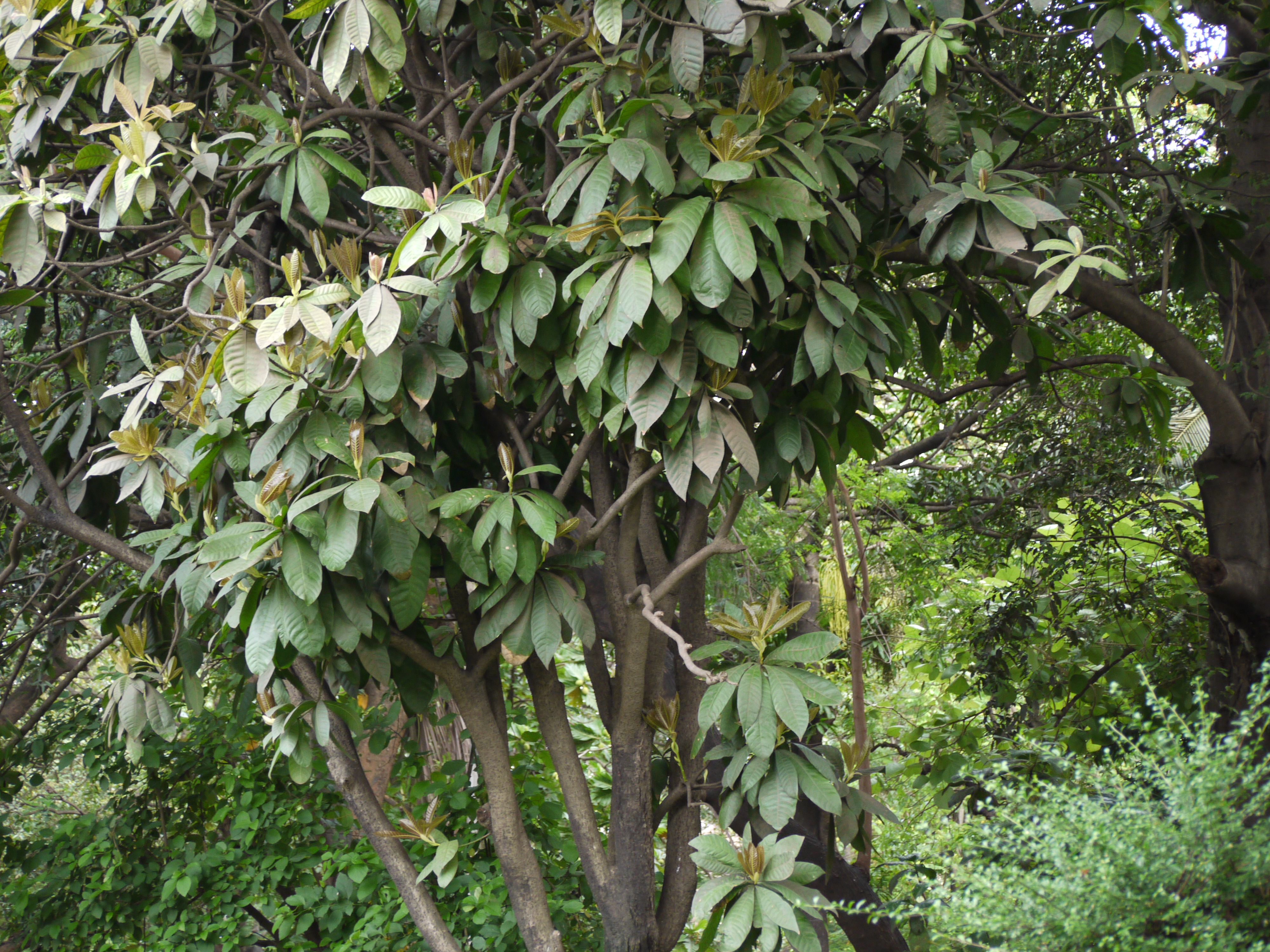
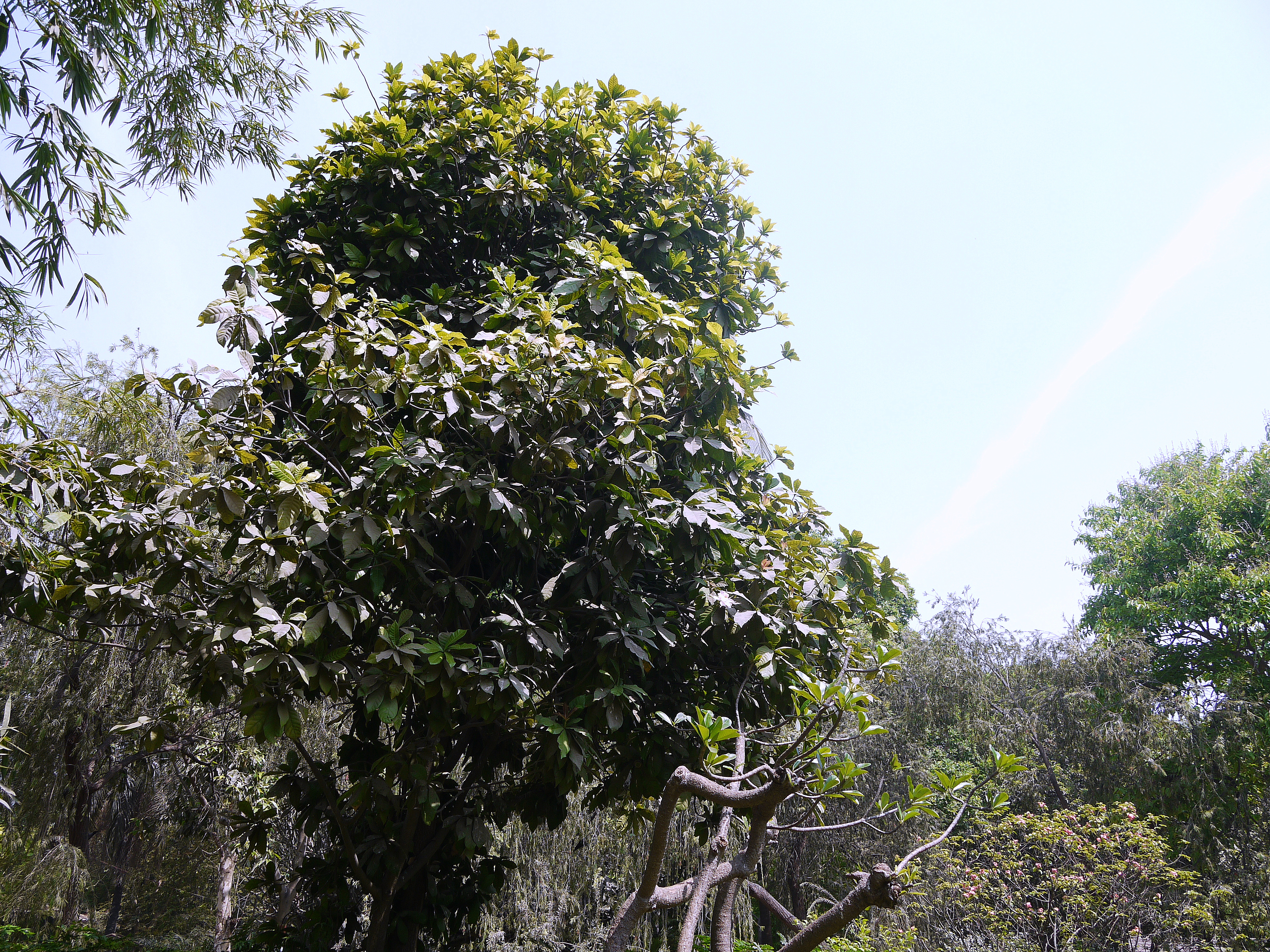
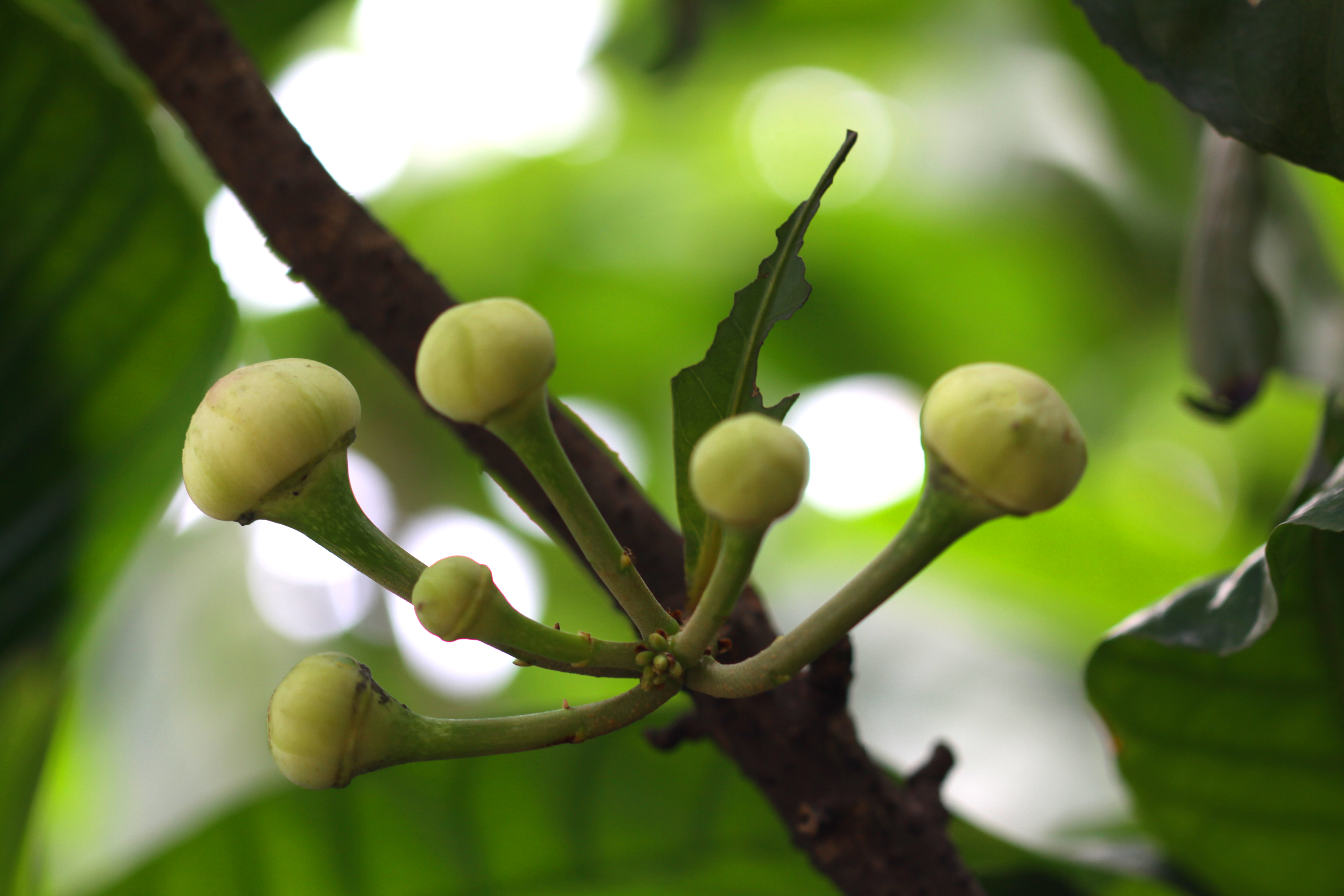
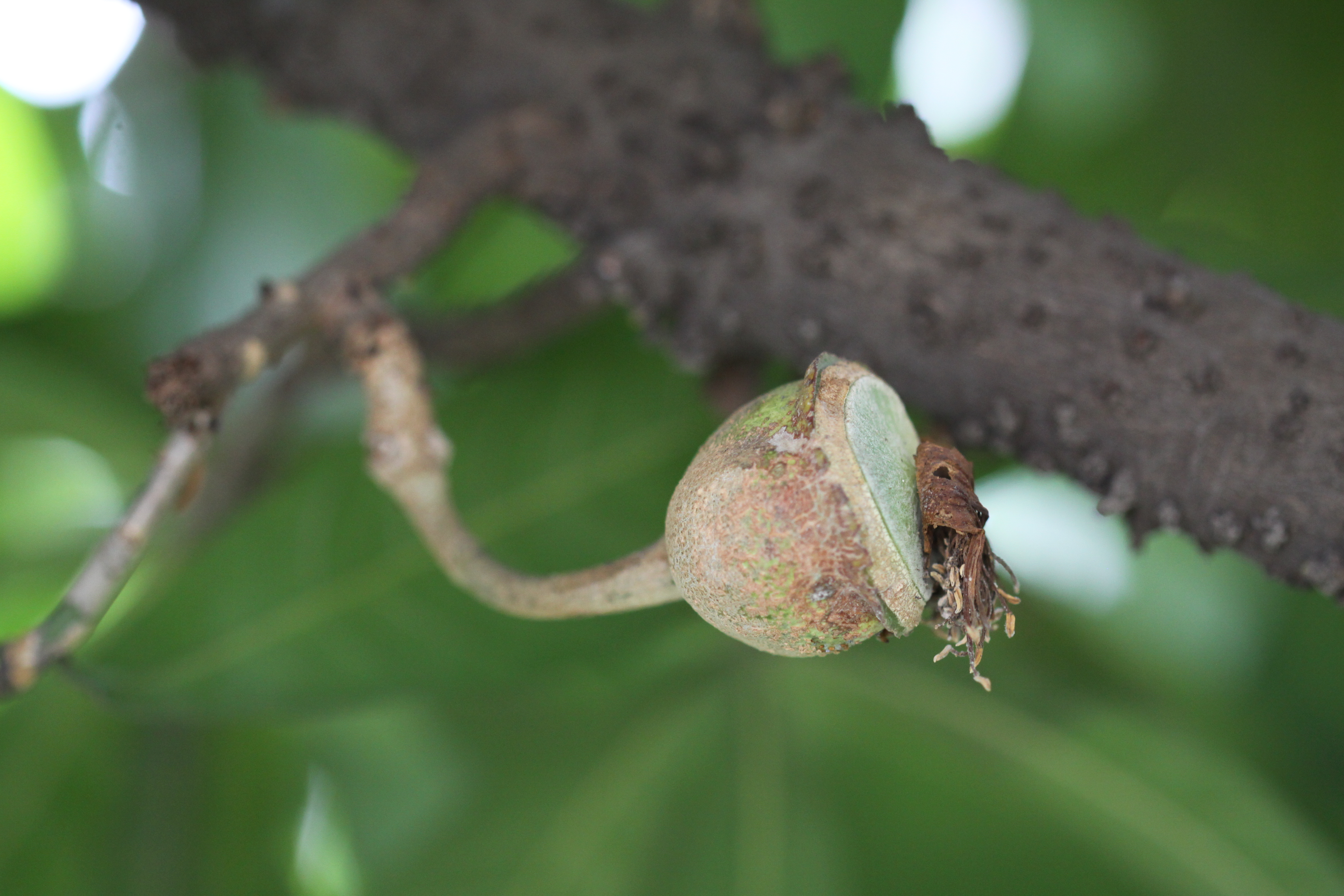
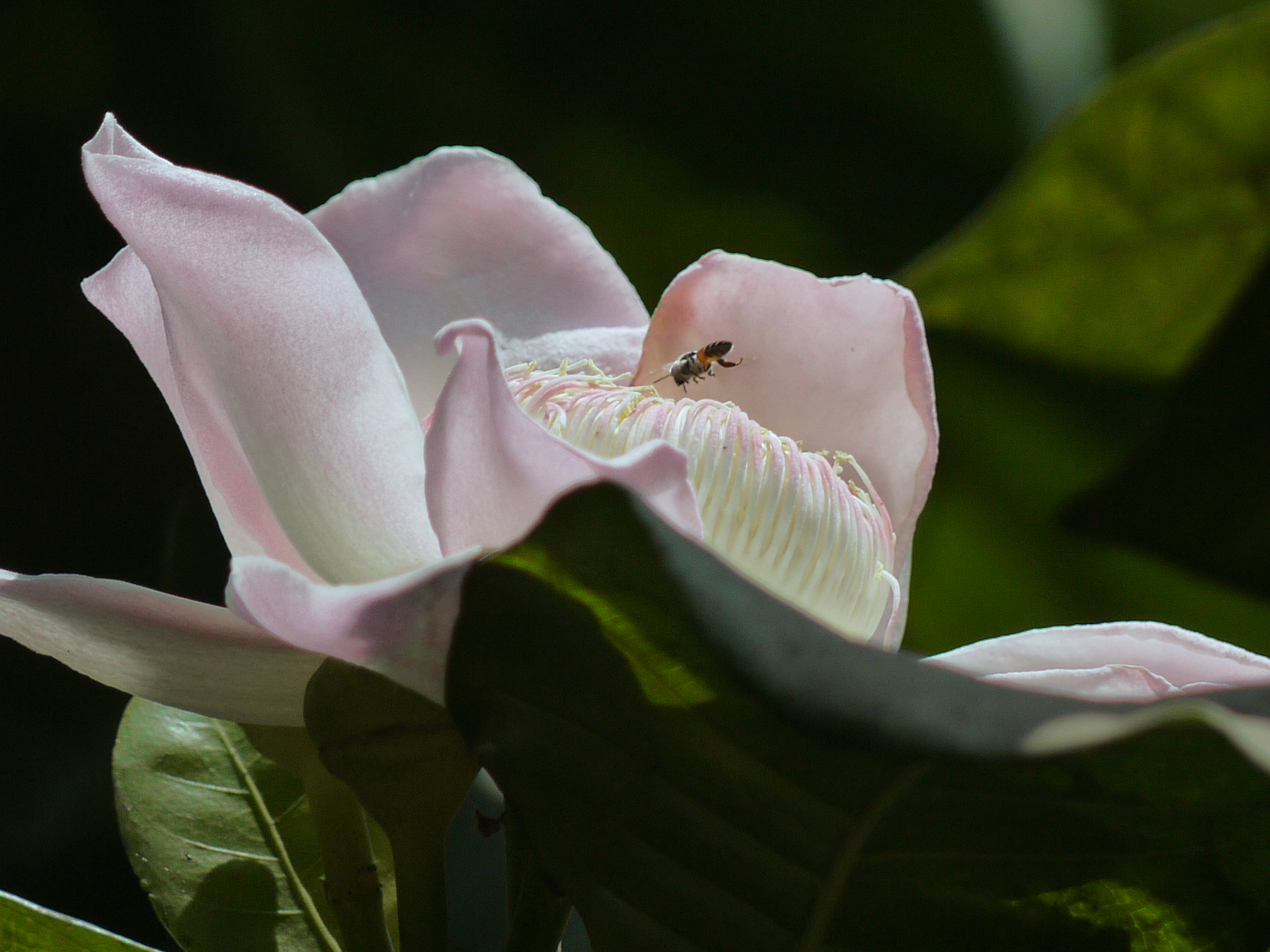
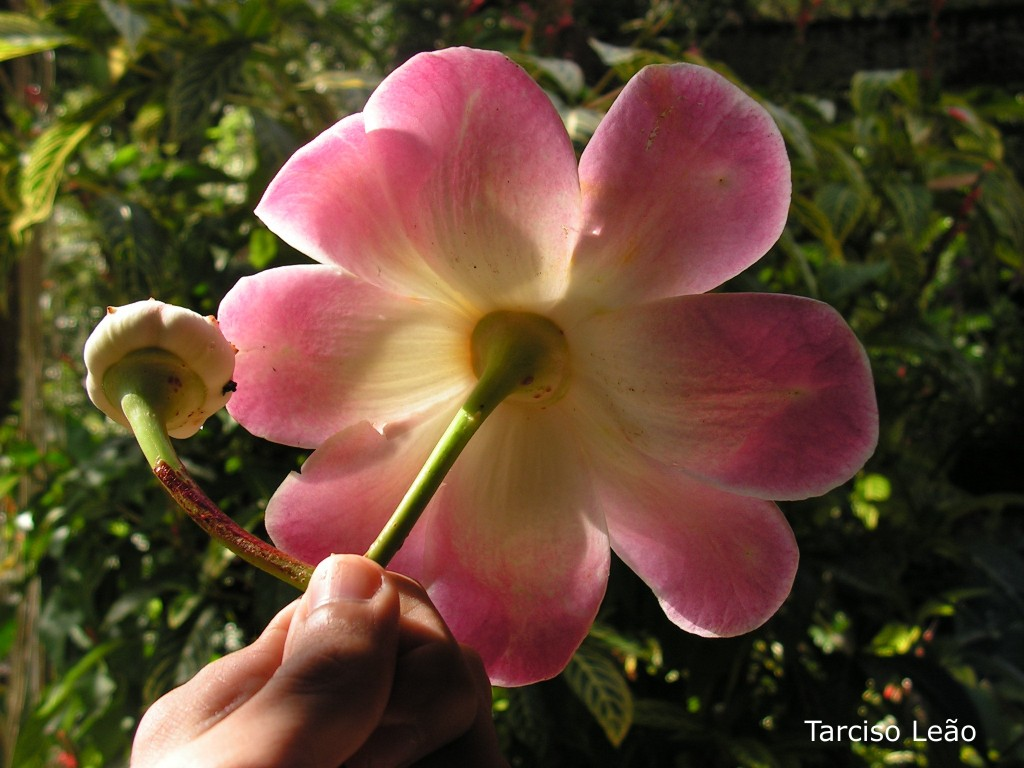
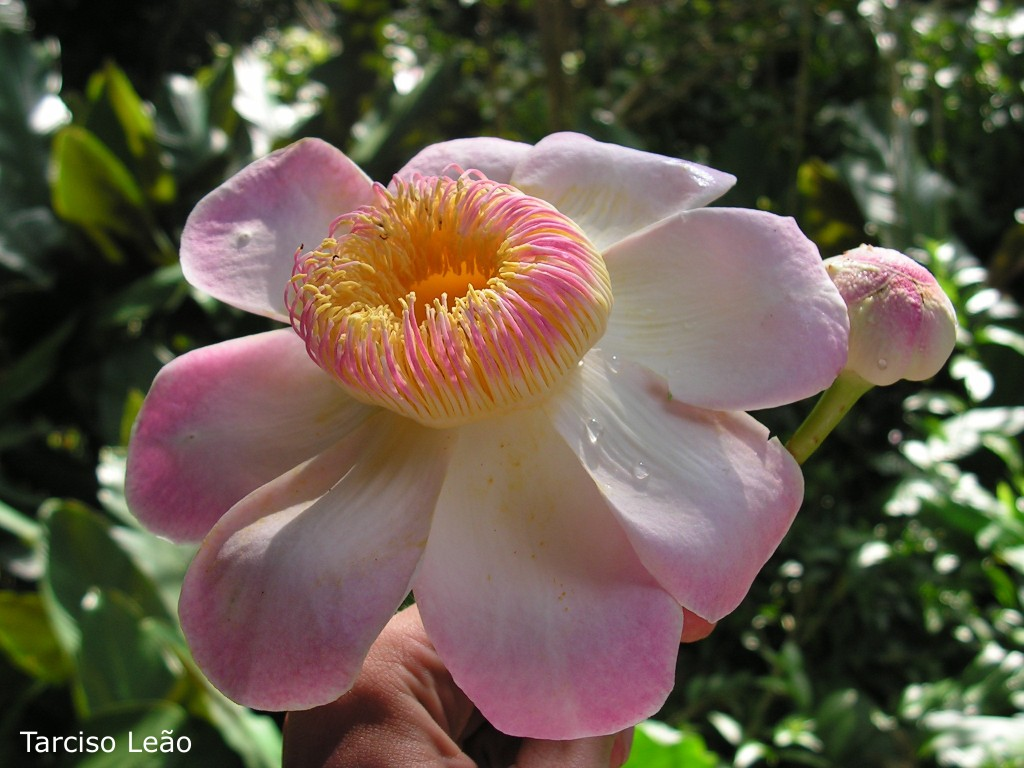
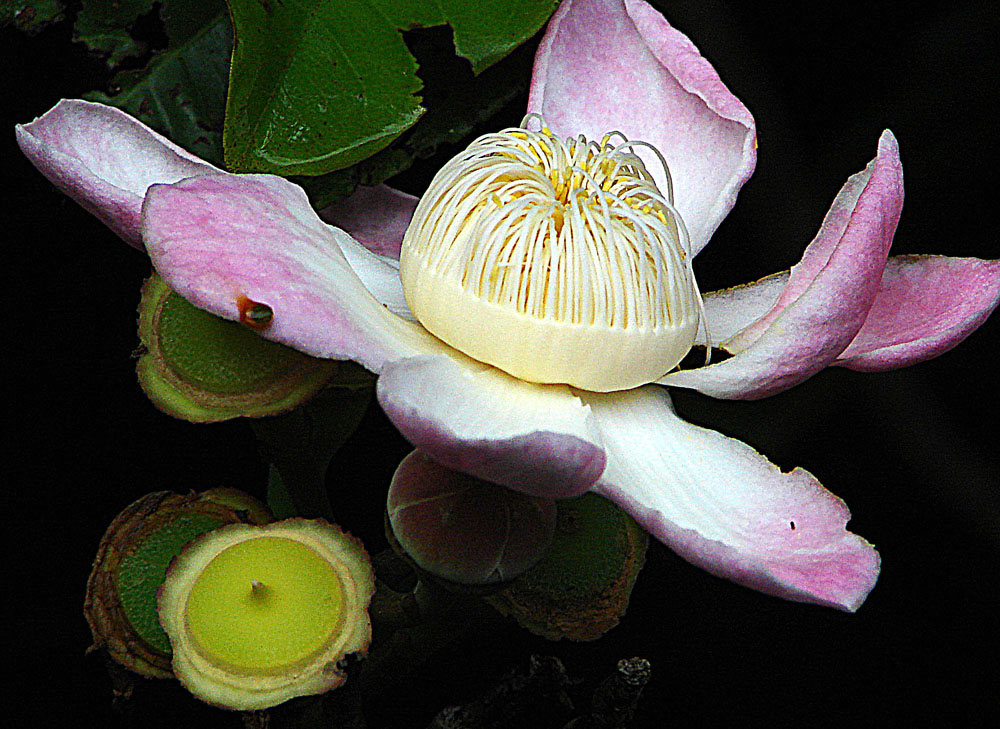
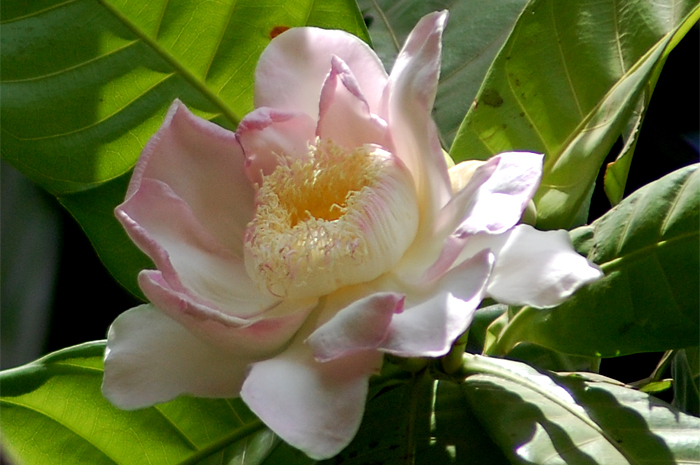
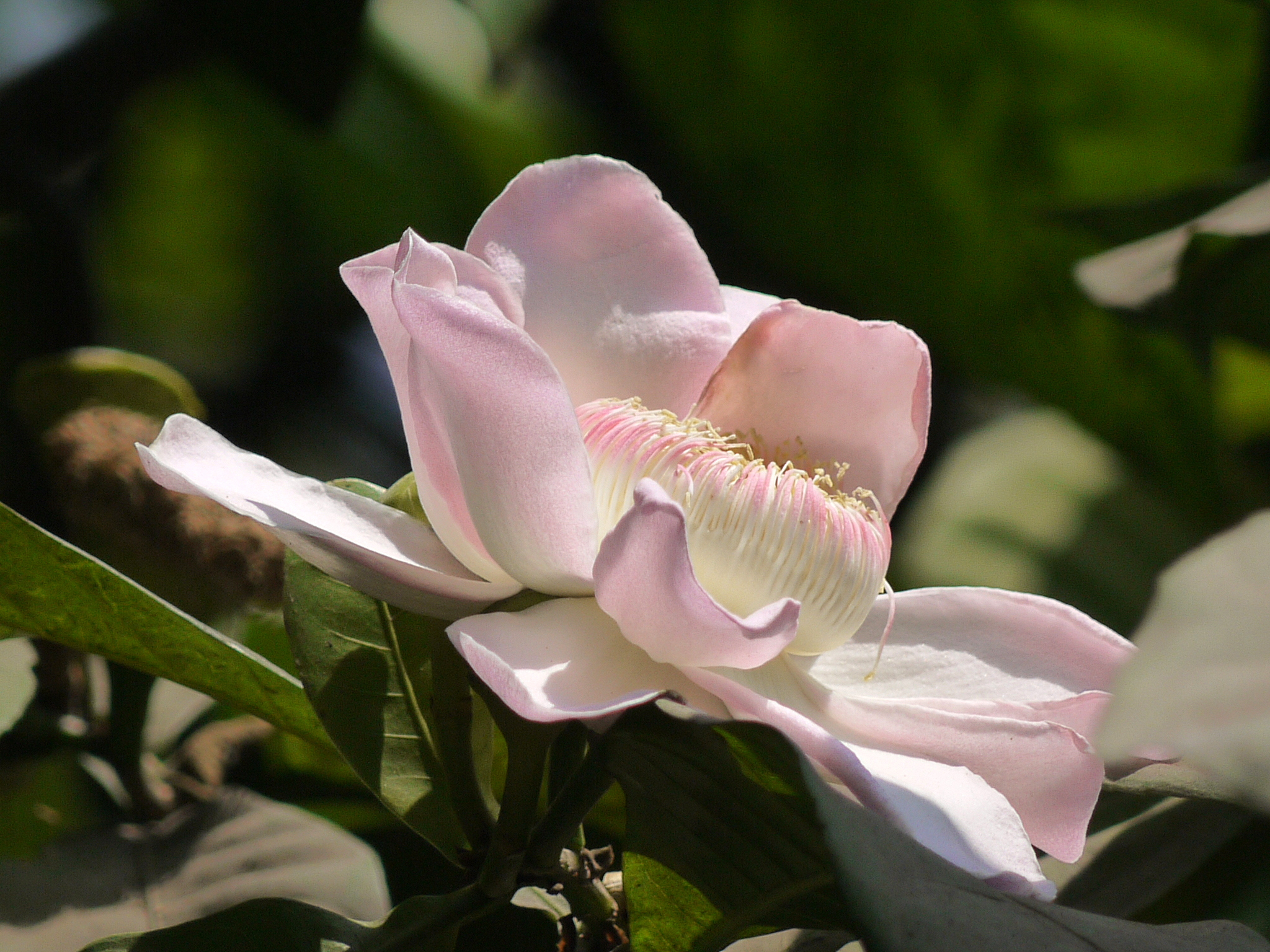
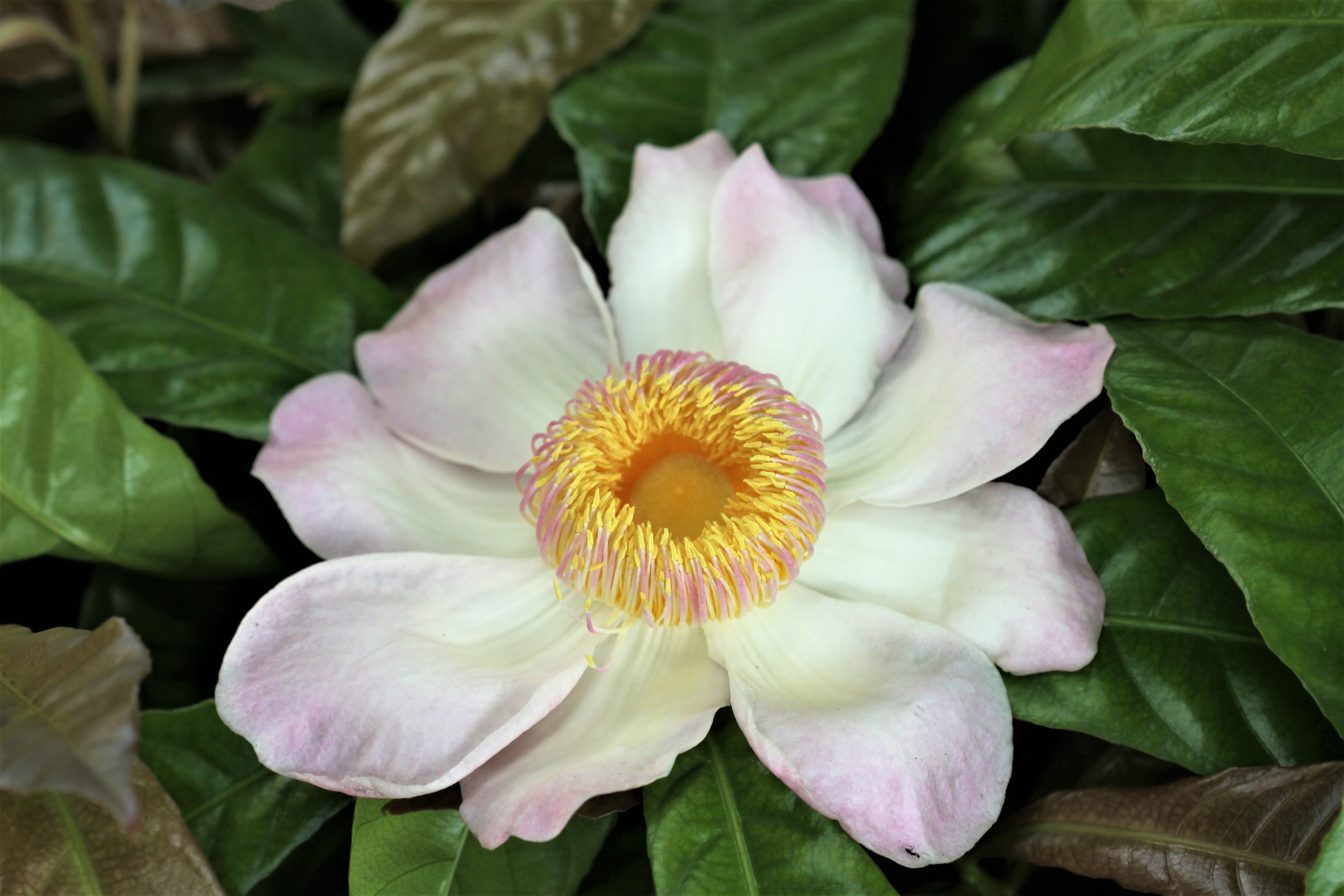
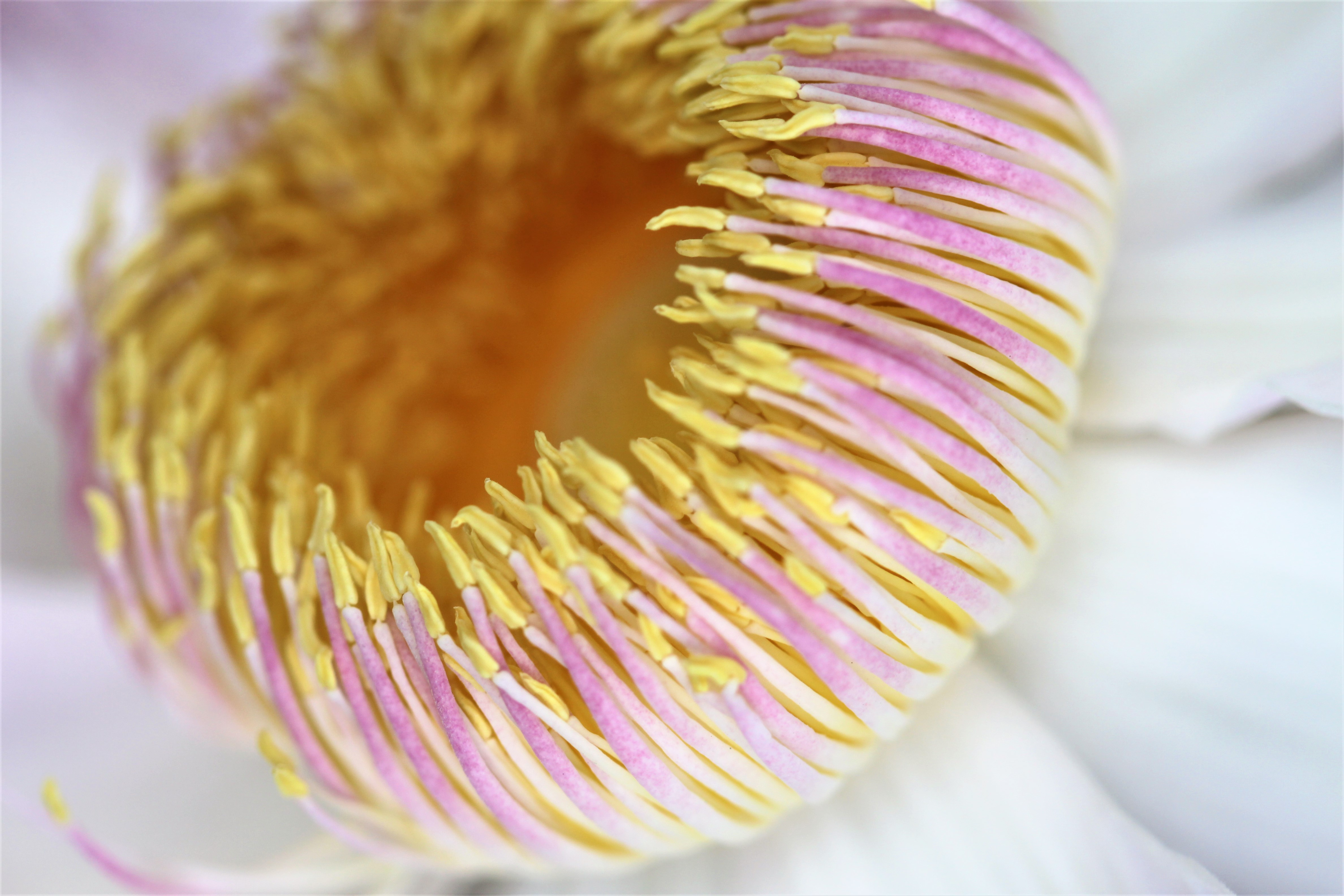
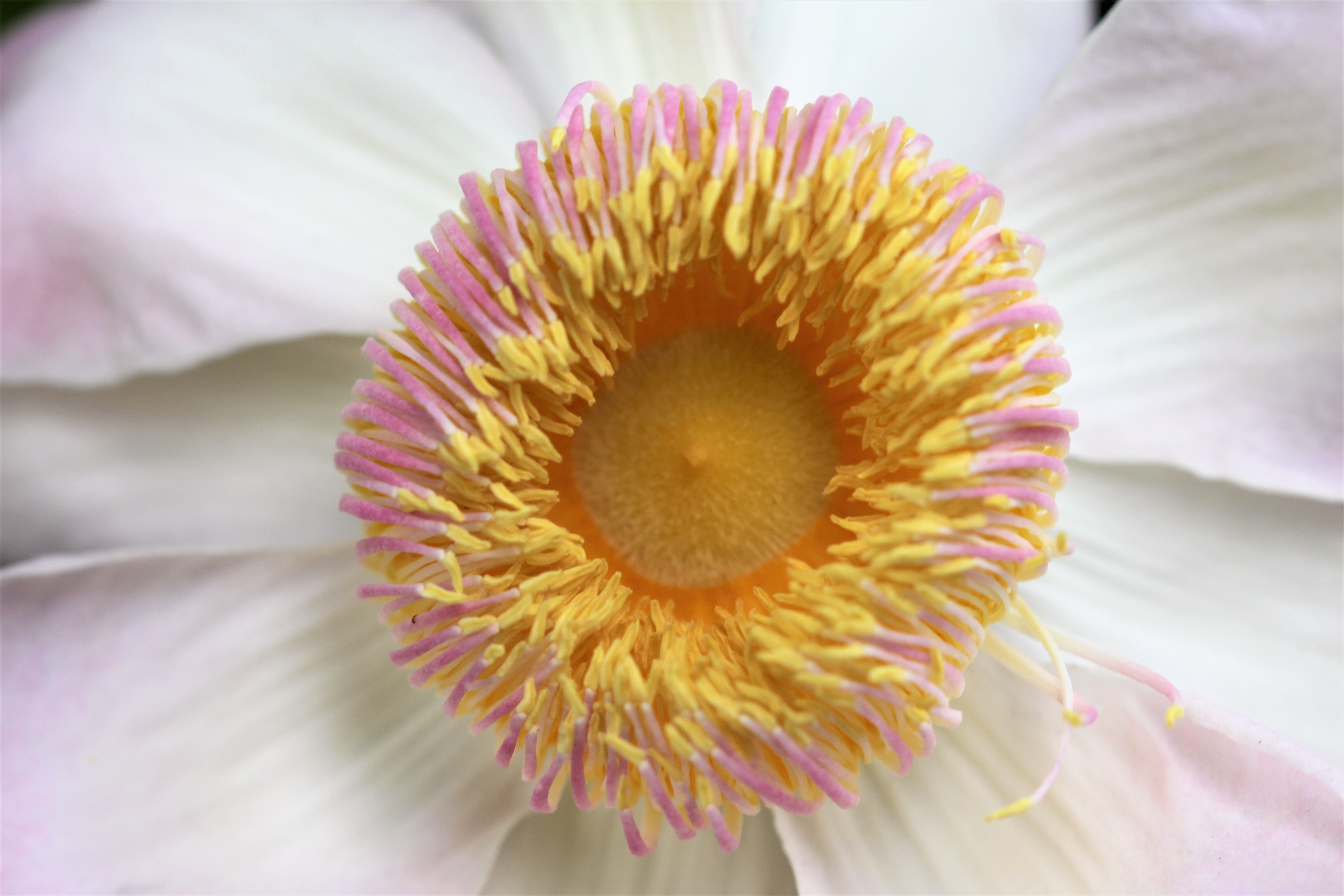
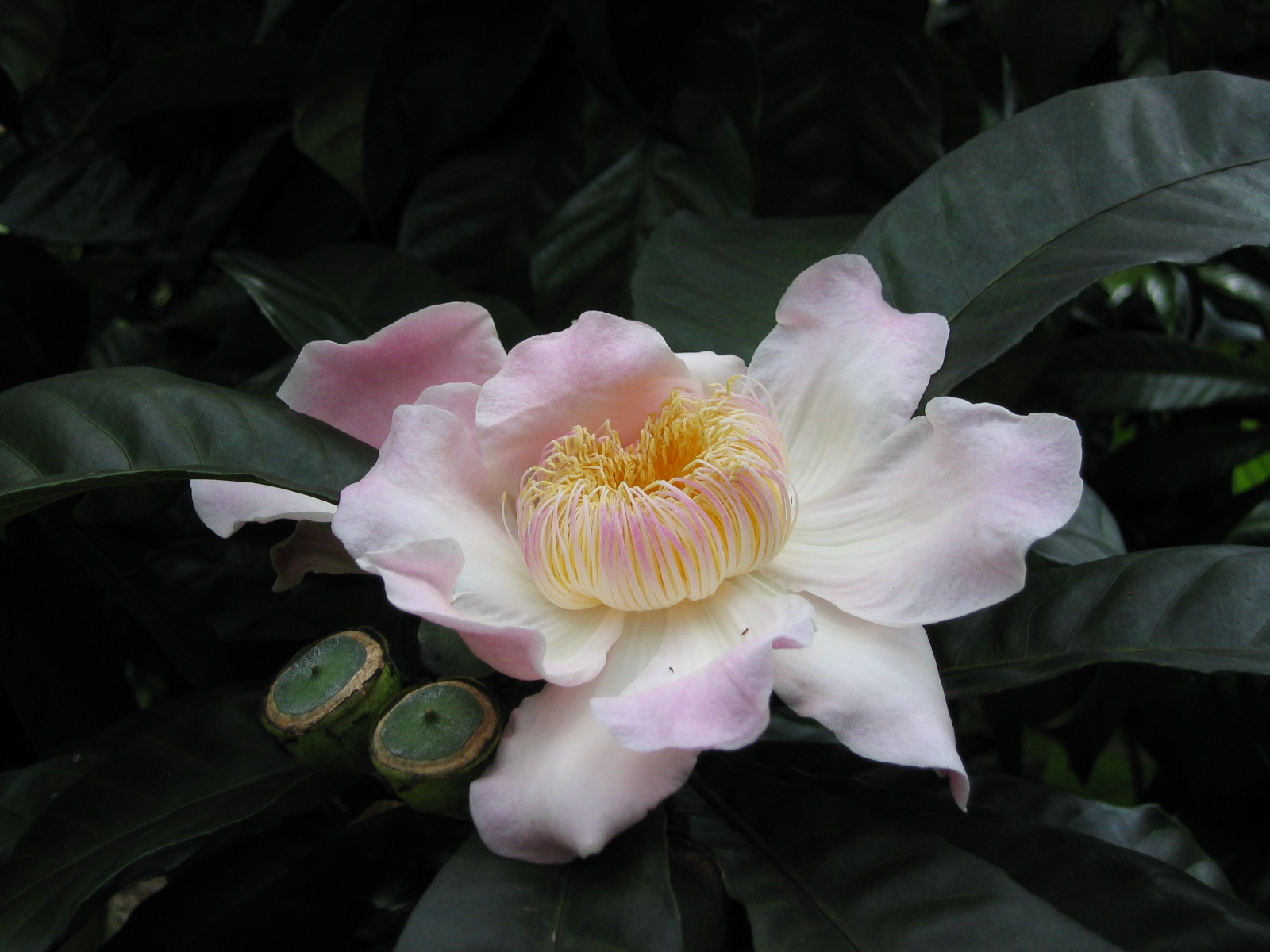
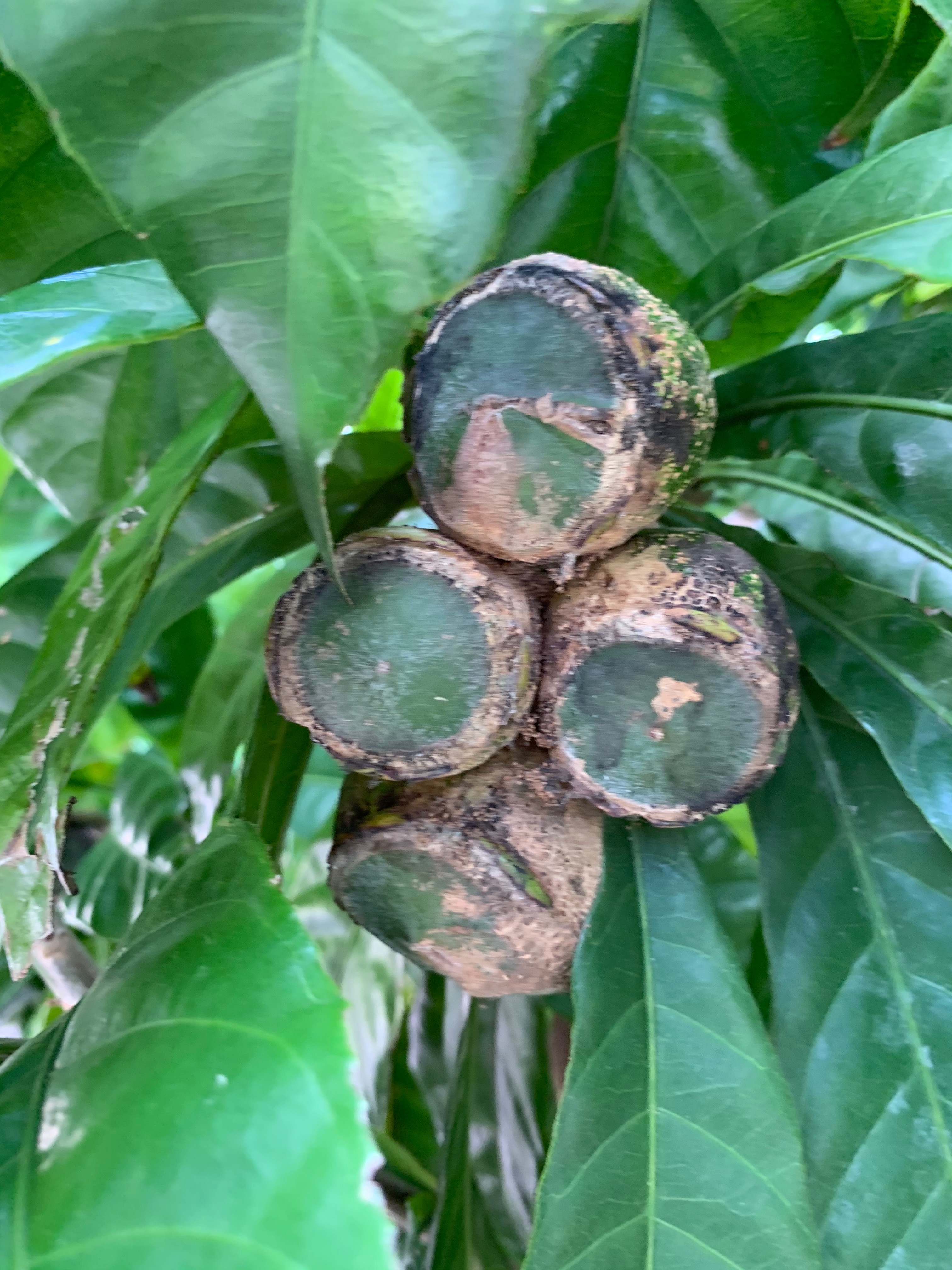
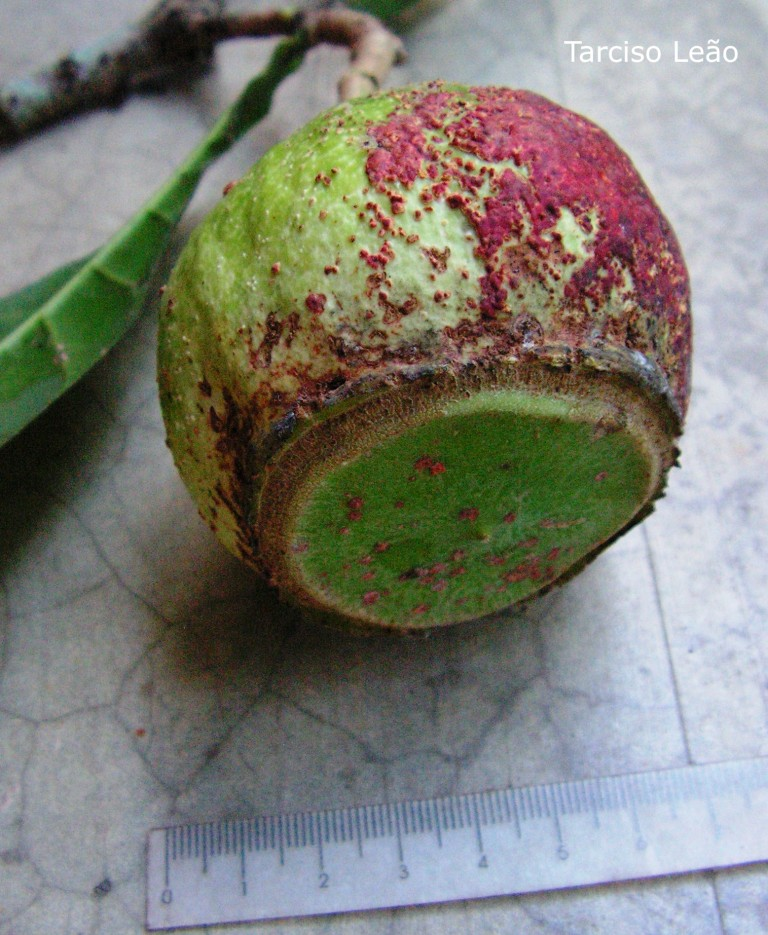
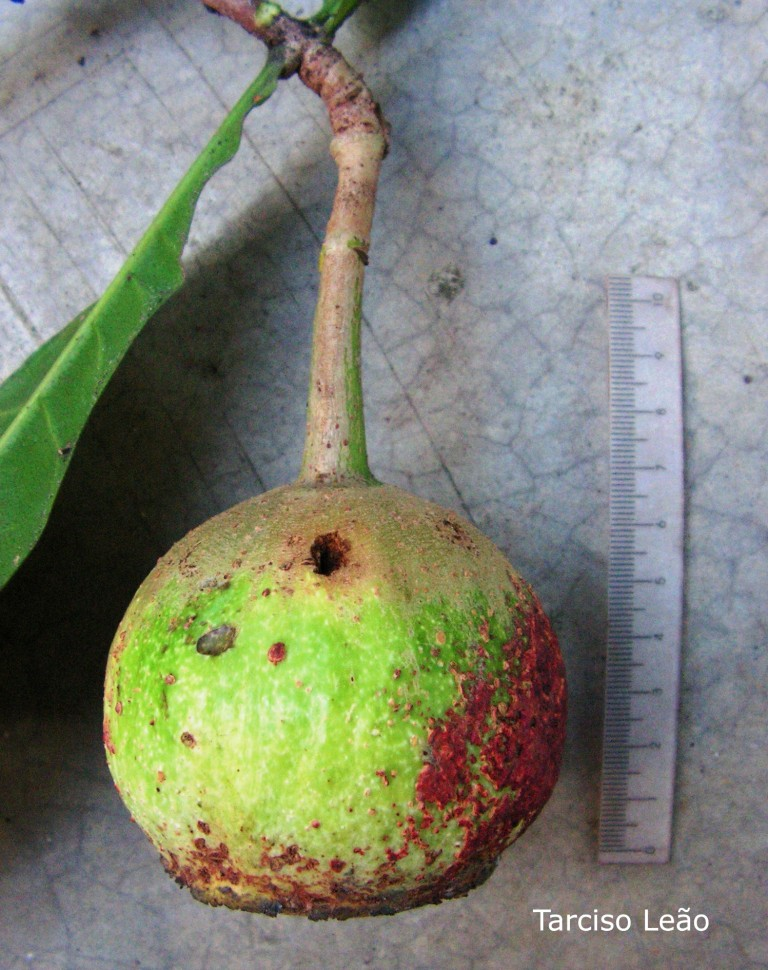